# تاريخ الترك

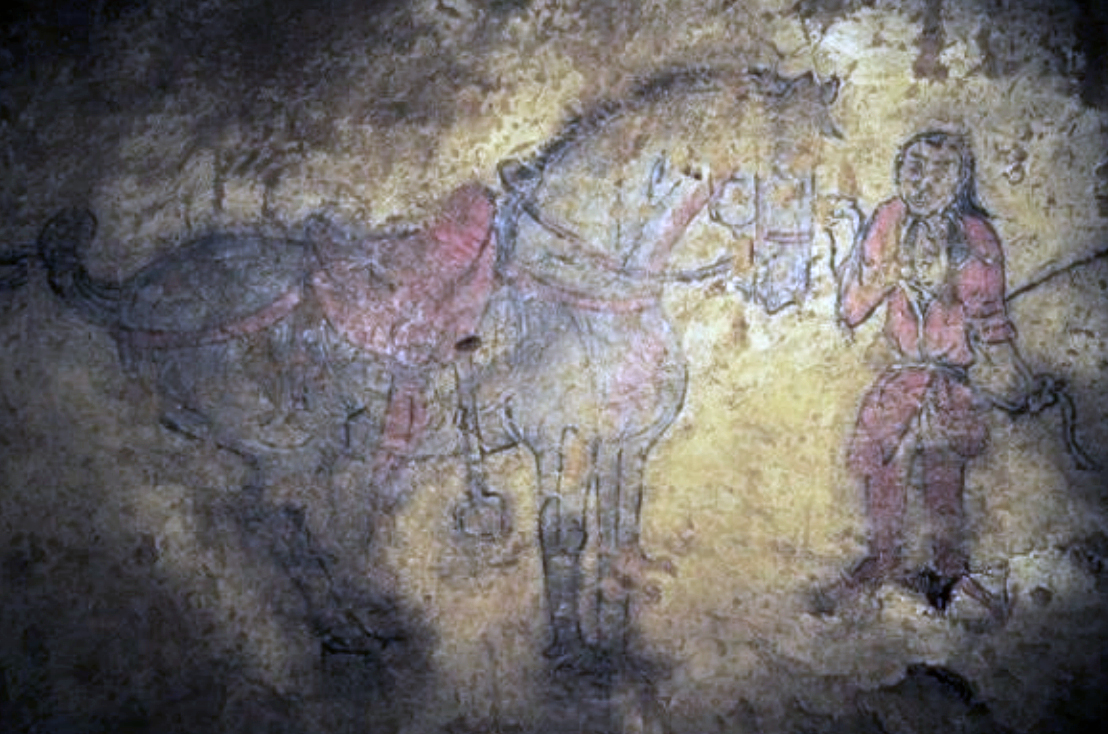
جدارية مقبرة شورون بومباغار، غوكتورك منغوليا القرن 7 م.

تاريخ الترك هو التاريخ المشترك بين الشعوب التركية الحالية. وقد ظهرت العديد من القبائل والدول التركية قبل بروز غوكتورك التي كانت أول دولة تأسست تحت اسم ترك.
يعتقد معظم العلماء أن المجتمع السياسي للترك قد ظهر أول مرة مع ظهور الهون (هيونغ نو أو شيونغنو). وعلى الرغم من وجود نقاشات حول نشأتهم، فإن تاريخ الترك جزء مهم من تاريخ العالم. وإلى حد ما فقد تأثر تاريخ جميع الشعوب التي ظهرت في أوراسيا وشمال إفريقيا بتحركات الترك. حيث لعبوا دورًا مهمًا في جلب الثقافة الشرقية إلى الغرب والثقافات الغربية إلى الشرق. أصبح دينهم هو الرائد والمدافع عن الديانات الأجنبية التي تبنوها بعد التنغرية وساعدوا في انتشارها وتنميتها (المانوية واليهودية والبوذية والأرثوذكسية والمسيحية النسطورية والإسلام).

## بداية التاريخ التركي
بدأت عملية تأميم المجتمعات البشرية مع انتقالها من مجتمعات بدائية إلى مجتمعات زراعية- رعوية. يُعتقد أن المجتمعات البشرية التي شكلت الترك بدأت في تربية الأغنام حوالي 6000 ق.م. يمكن قبول هذا التاريخ بداية لثقافة الترك الرحل.

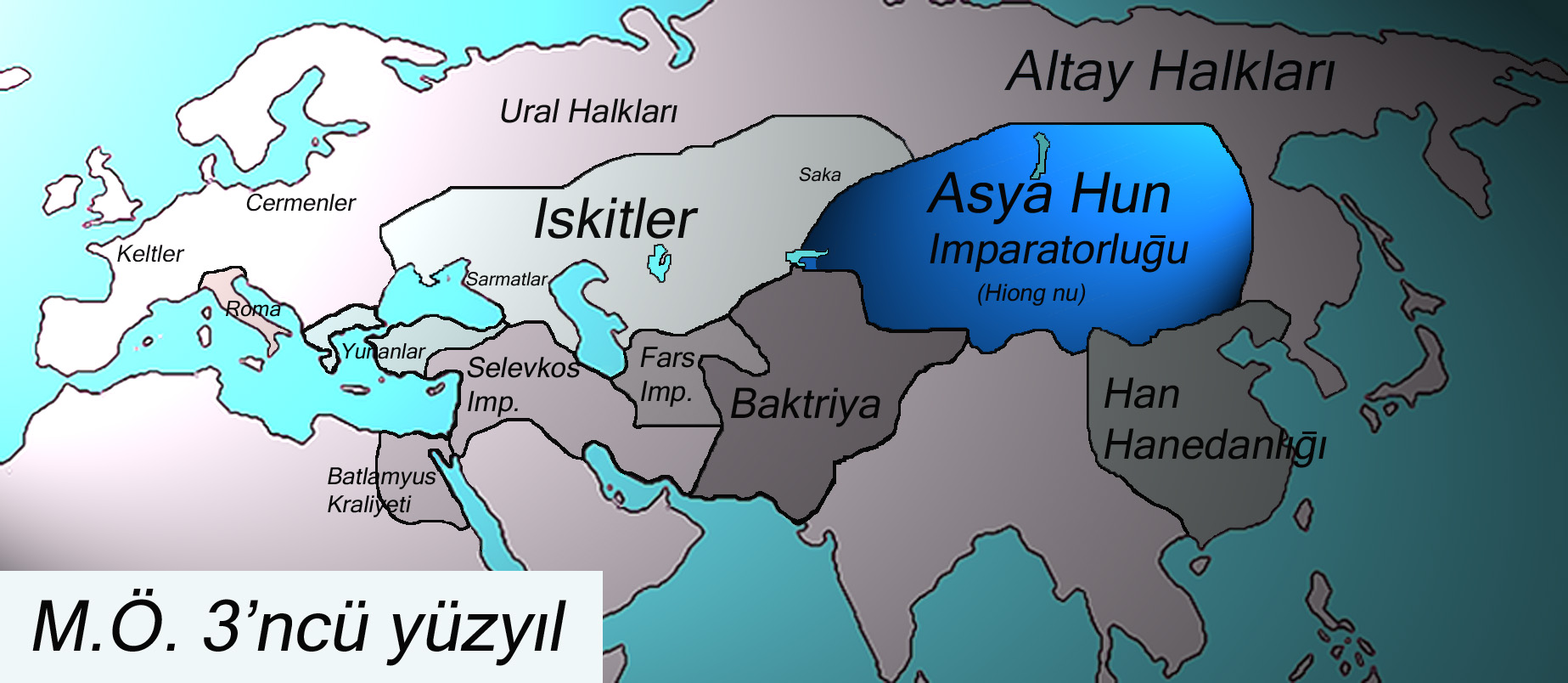
خريطة لجزء من العالم سنة 300 ق م

### القرن 3 ق م
- 312 ق.م: تأسيس دولة هون العظمى (هيونغ نو) وفرص الحرب الشمالية بين الصين / هيونغ نو.
- 240 ق.م: بناء سور الصين العظيم لحماية الأمة من الرحل الأوراسيين.
- 209 ق.م: وفاة تيومان زعيم هيونغ نو، وورثه ميتي في زعامة هيونغ نو (الهون)

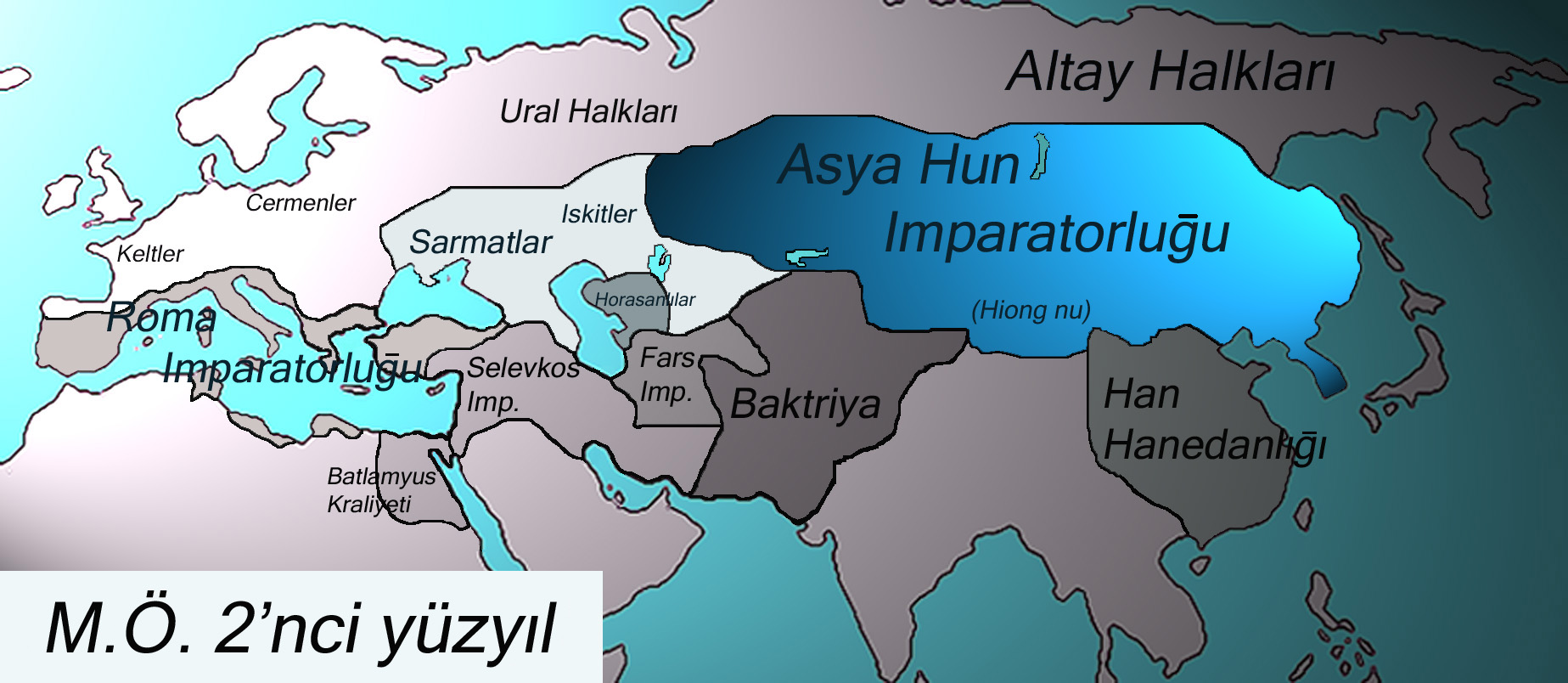
خريطة لجزء من العالم سنة 200 ق م

- 201 ق.م: أول ذكر للقيرغيز.
- 201 ق.م: حصار بكين.

### القرن 2 ق م
- 187 ق.م: معركة بايدينغ بين الصين وهيونغ نو.
- 177 ق.م - 165 ق.م: طردت هيونغ نو شعب يوزهي من قانسو إلى باختر، وإبادة المملكة الهيلينية هناك
- 177 ق.م - 165 ق.م: توغل هيونغ نو في الصين
- 138 ق.م - 126 ق.م: تأسيس العلاقات الصينية الإيرانية
- القرن الثاني ق.م: بداية إنهيار ولاية الهون الآسيوية (ولاية الهون الكبرى)

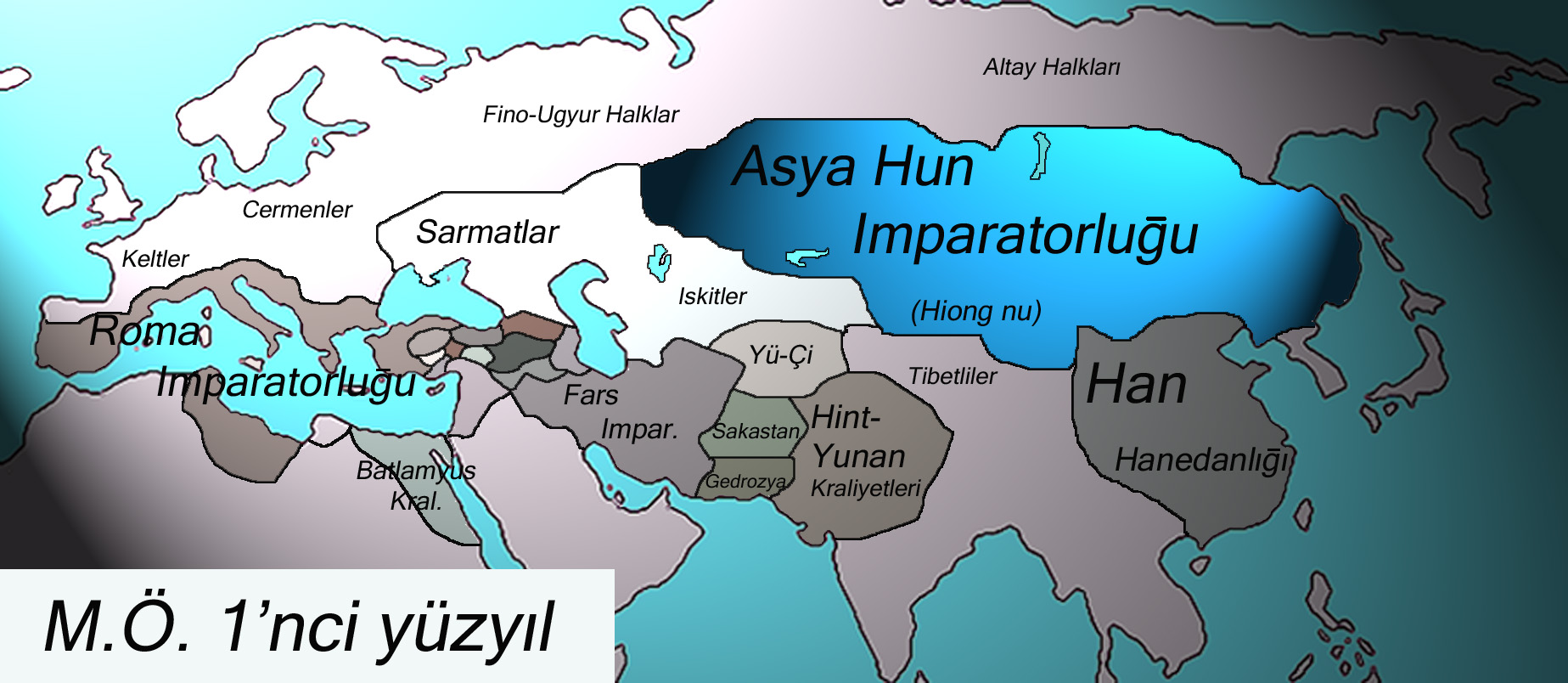
خريطة لجزء من العالم سنة 100 ق م

### القرن 1 ق م

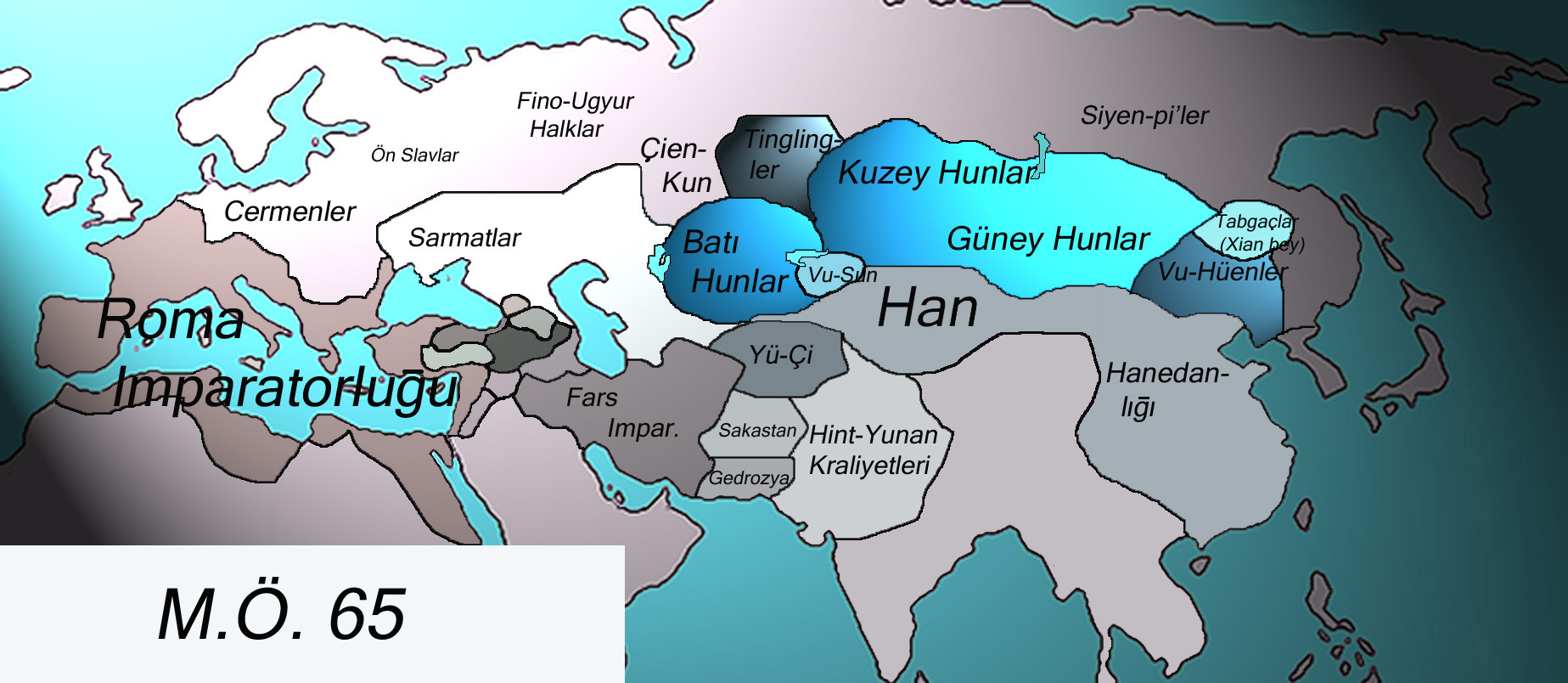
خريطة لجزء من العالم سنة 65 ق م

- 49 ق.م - 36 ق.م: هجرة جي جي إلى منطقة طلاس (هيونغ نو الغربية).

### القرن 1
- 48: انقسام هيونغ نو إلى قسمين (هيونغ نو الشمالية والجنوبية).
- 93: هزيمة هيونغ نو أمام قبائل زيان بي المغولية.

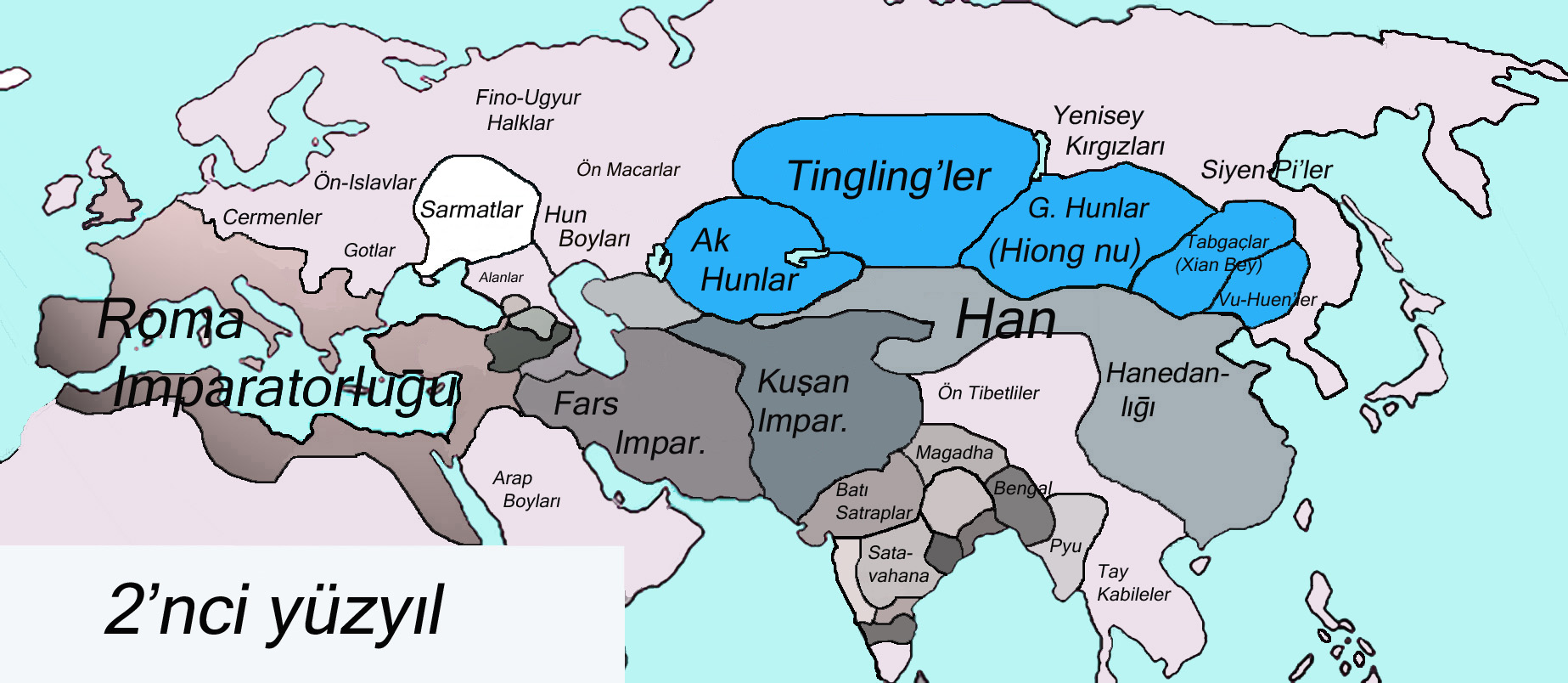
خريطة لجزء من العالم سنة 200 م

### القرن 2
- حضور للهون في منطقة الفولغا السفلى (شمال بحر قزوين).

### القرن 3

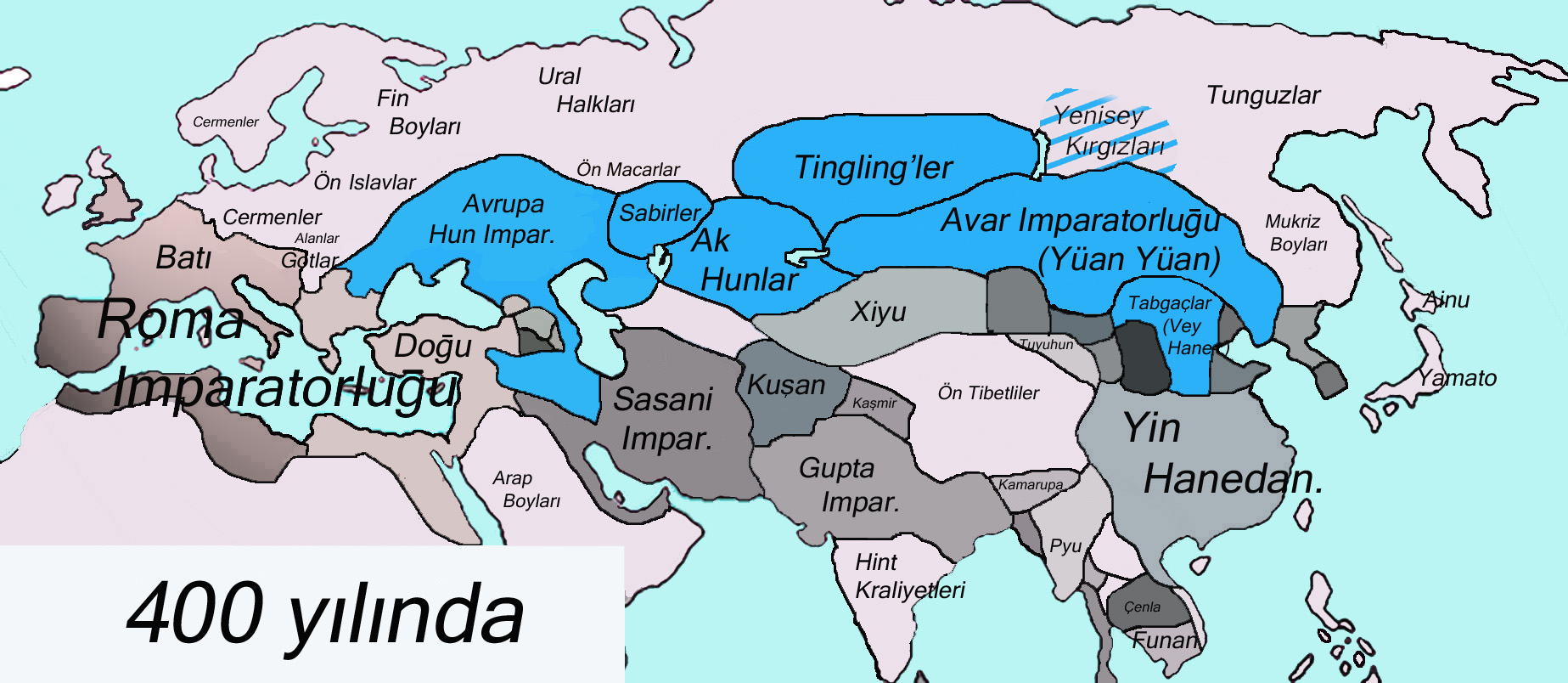
خريطة لجزء من العالم سنة 400 م

- 260: دخول قبيلة توبا إقليم شانشي.

### القرن 4
- 304-351: ظهور ممالك لهيونغ نو في شمال الصين (زهاو القديمة وزهاو الحديثة).
- 388-392: مملكة زهاو وي.
- 374-375: عبور الهون الأوروبيين نهر الدون.
- 386-409: ظهور وي الشمالية في شمال الصين.
- 395: عصر الهجرات.

### القرن 5
- 402: تأسيس خاقانية روران
- 407-431: ظهور مملكة شيا من قبائل هيونغ نو في شمال الصين.
- 422: استيلاء وي الشمالية على لويانغ.
- 427: اتفاقية بين الرومان والهون
- 434: معاهدة مارجوس بين بيزنطة والهون
- 440: بداية الغزوات الهياطلة.
- 451: أتيلا في بلاد الغال (حاليا فرنسا).
- 452: رحلة أتيلا الاستكشافية إلى روما ولقائه مع البابا ليو الأول
- 480: ظهور أسلاف البلغار بين بحر قزوين والدانوب
- 480: مساعدة الهياطلة للساسانيين في القضاء على ثورة مزدك ودينه المزدكية.

## العصور الوسطىوما بعد الكلاسيكية

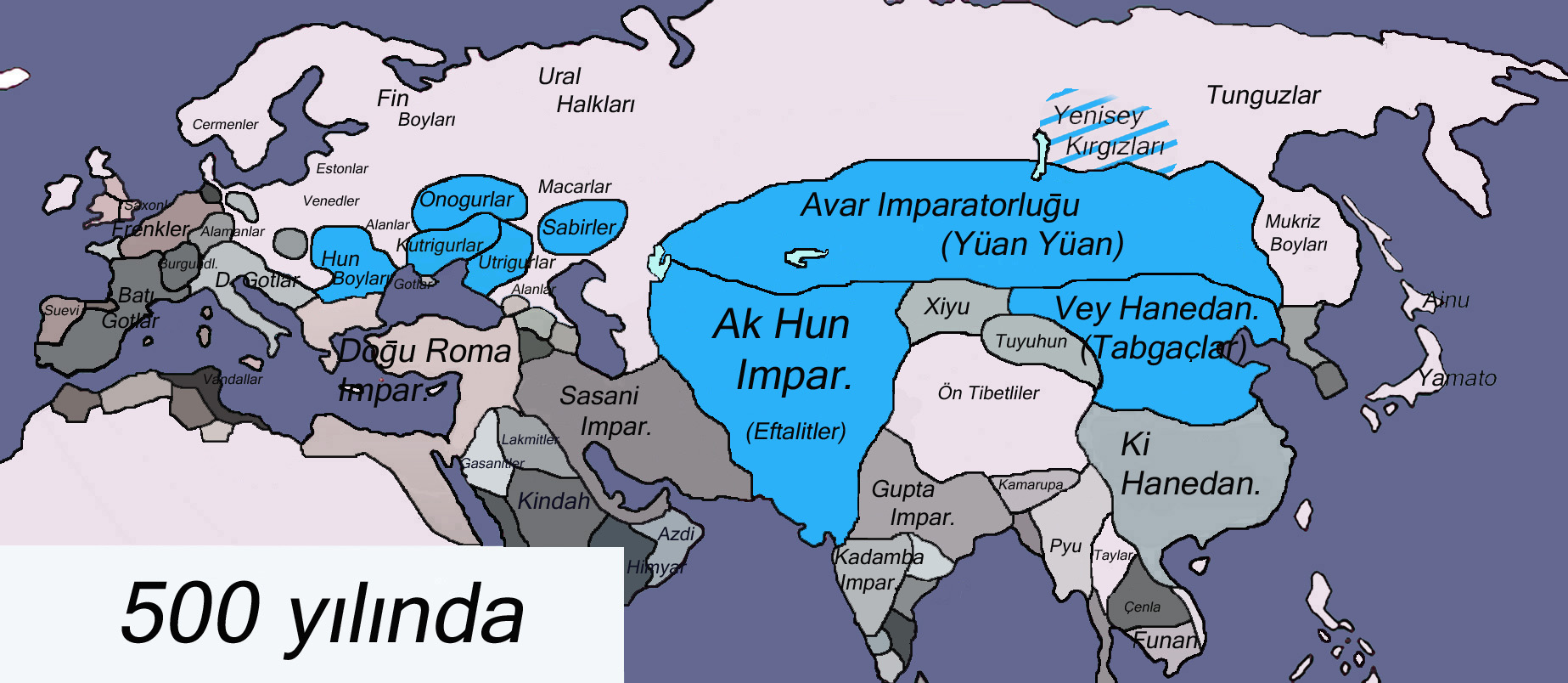
خريطة لجزء من العالم سنة 500 م

### القرن 6

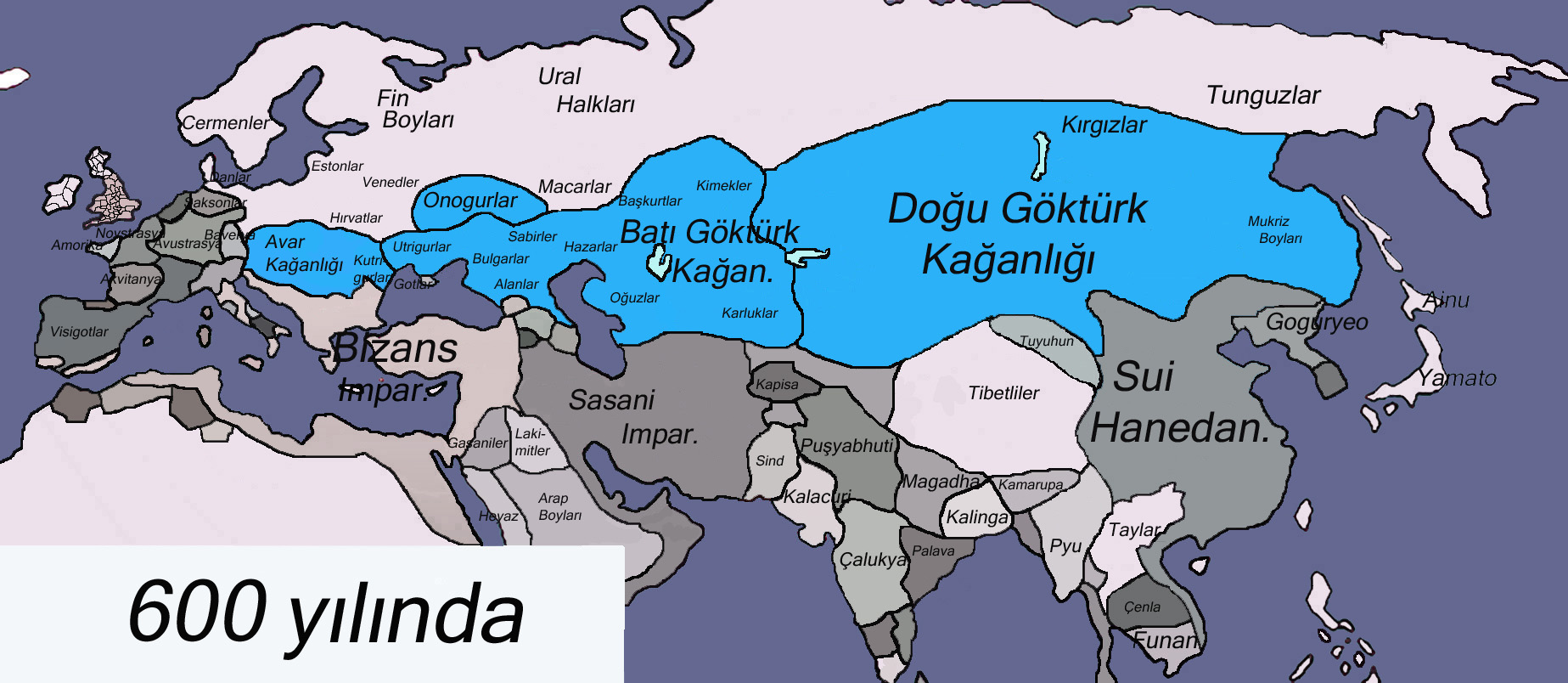
خريطة لجزء من العالم سنة 600 م

- 531-578: قيام الساساني كسرى الأول بتشييد تحصينات دربند
- 534: تفكك وي الشمالية.
- 540: عودة ظهور أتراك آسيا الوسطى المفقودين المذكورة في ملحمة أرغنكون.[6]
- 552: ثورة غوكتورك ضد هيمنة روران. إنشاء خاقانية الترك الأولى، أو غوك تورك.
- 565: قضت خانية غوك تورك على الهياطلة.
- 582: انقسام خاقانية الترك الأولى إلى خاقانيتين غربية وشرقية

### القرن 7

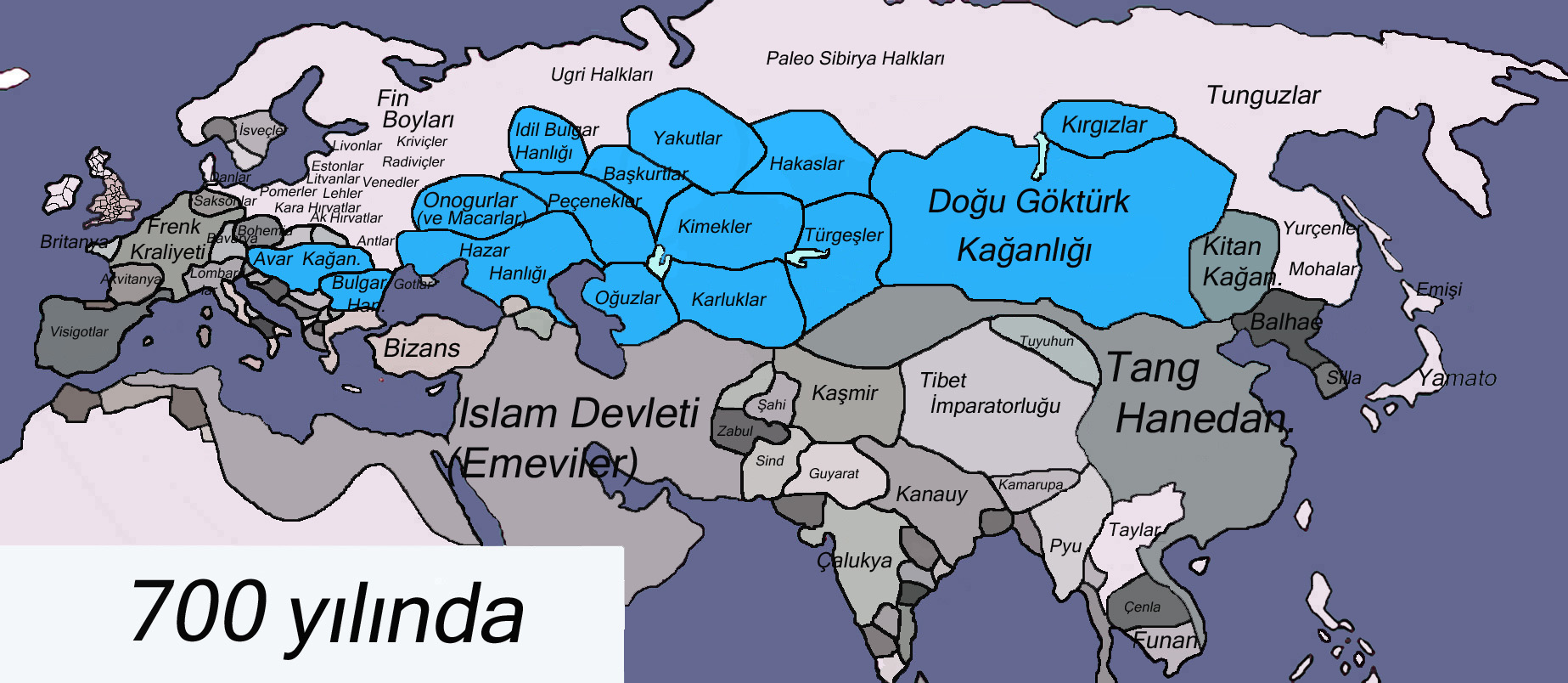
خريطة لجزء من العالم سنة 700 م

#### آسيا الوسطى
- 630: سقطت خانية الترك الشرقية بيد الصين، أما الخانية الغربية فكانت تحت نفوذها.
- 639: محاولة هجوم فاشلة للأمير الغوكتوركي أشينا جيشيشوي على قصر جيوتشنغ.
- 659: سقطت خاقانات الترك الغربية تحت الحكم الصيني.
- 673-674: وصول جيوش المسلمين إلى ما وراء النهر وحاصروا بخارى.
- 674: ظهور المرتزقة الأتراك (المماليك) في الجيوش العربية.
- 681 : تأسيس خاقانية الترك الثانية.
- 699: تأسيس خانية التورجش (في قيرغيزستان الحالية)

#### أوروبا الشرقية

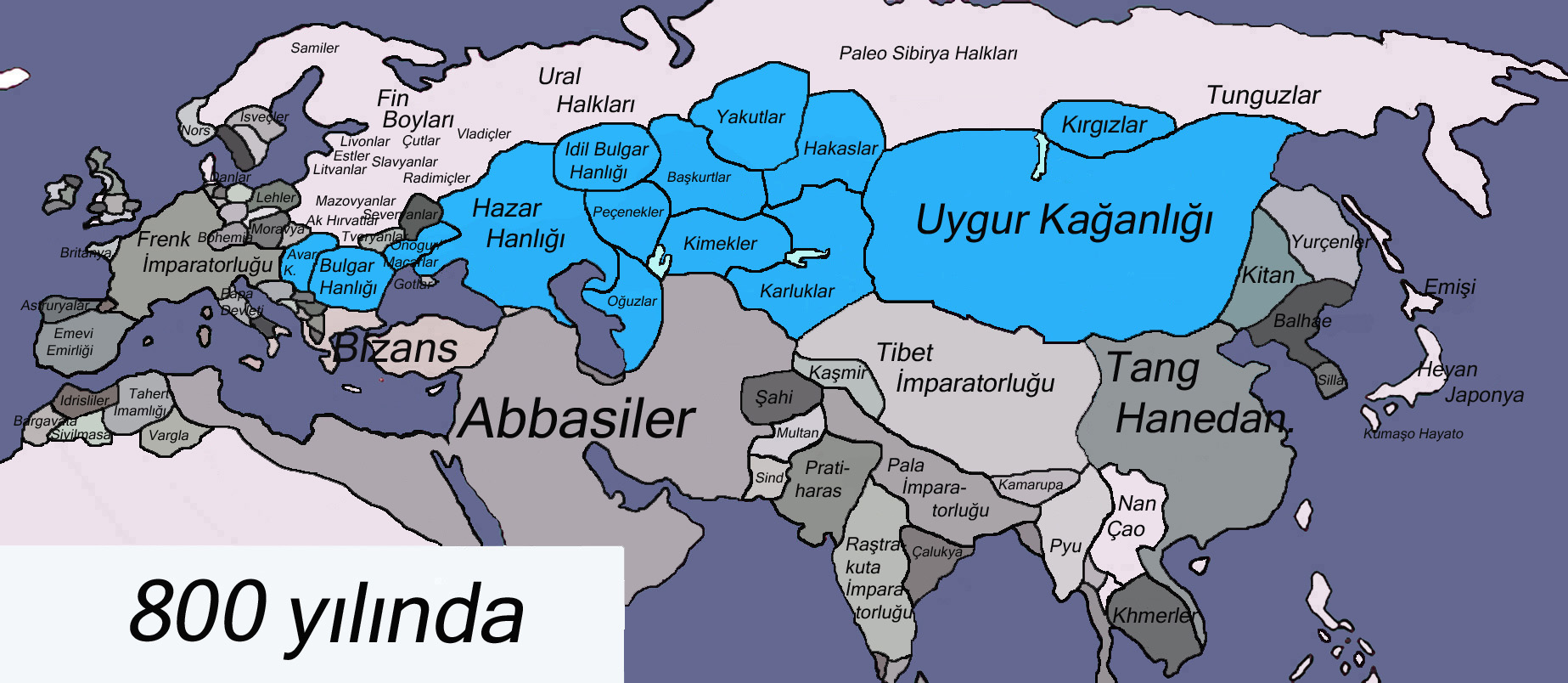
خريطة لجزء من العالم سنة 800 م

- 616: أول حصار للقسطنطينية من قبل الآفار
- 621: انتفاضة السلاف تحت حكم الآفار، مما أدى إلى تسريع هجرة السلاف إلى البلثان.
- 626: حاصر الآفار القسطنطينية للمرة الثانية، ولكنهم تراجعوا نتيجة خسائرهم الفادحة.
- 626-627: طلب الإمبراطور الروماني الشرقي هرقل المساعدة من الخزر، فغزوا القوقاز بعد أن هزموا الساسانيين.
- 630: استقر الخزر في حوض دون-فولجا الذي كان تابعًا لخاقانية الترك الغربية، وأنشئوا خانية بلغاريا العظمى في شمال البحر الأسود.
- 651-652: بعد أن أطاحوا بالساسانيين، واستولوا على كامل بلاد فارس، هاجمت الجيوش الإسلامية خانية الخزر.
- 678: تقسيم الخانية البلغارية الكبرى بعد ضغط الخزر من الغرب.
- 680: أسس البلغار إمبراطورييتهم الأولى بعد دخولهم البلقان.

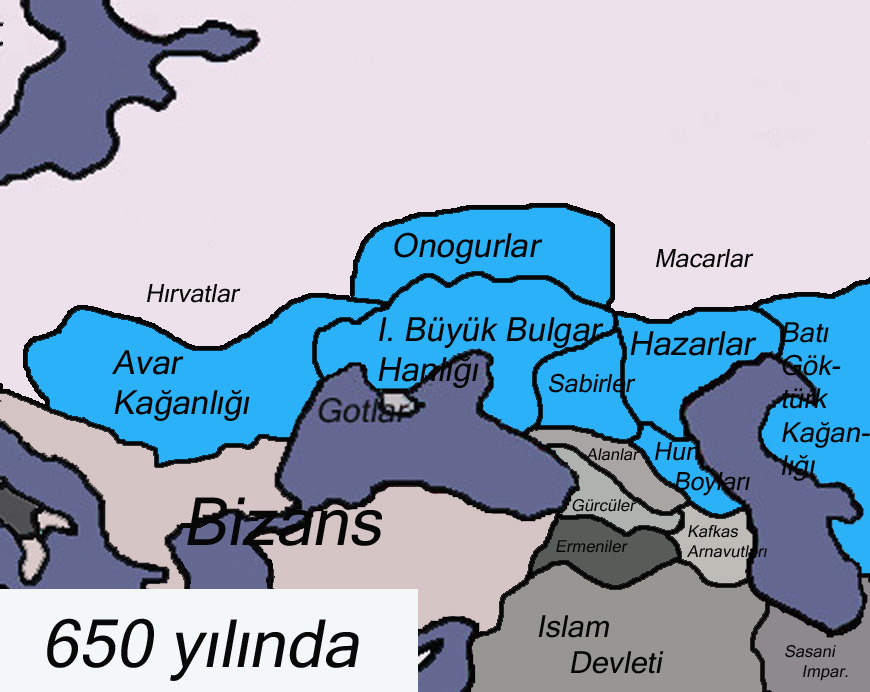
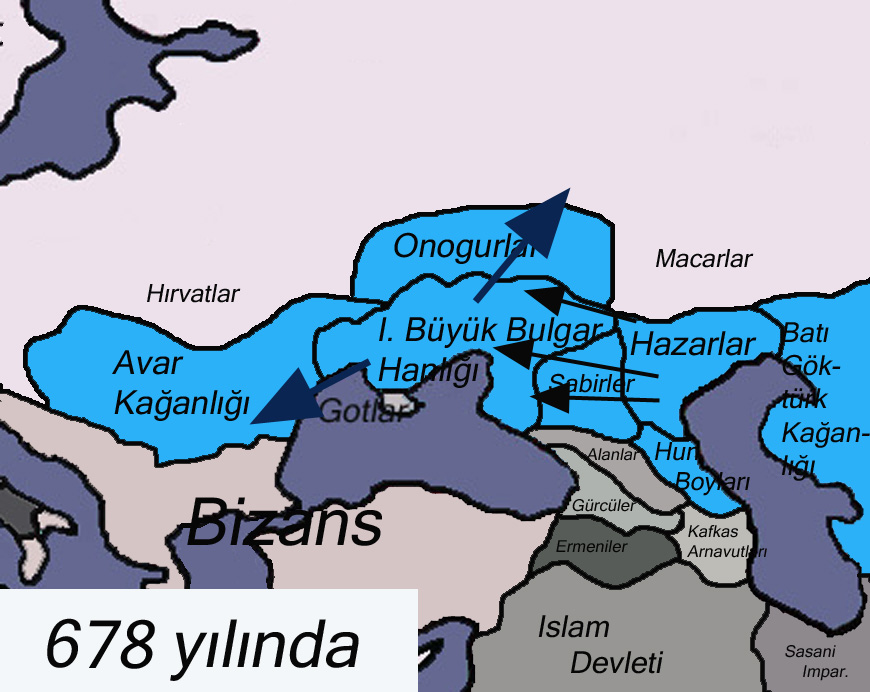
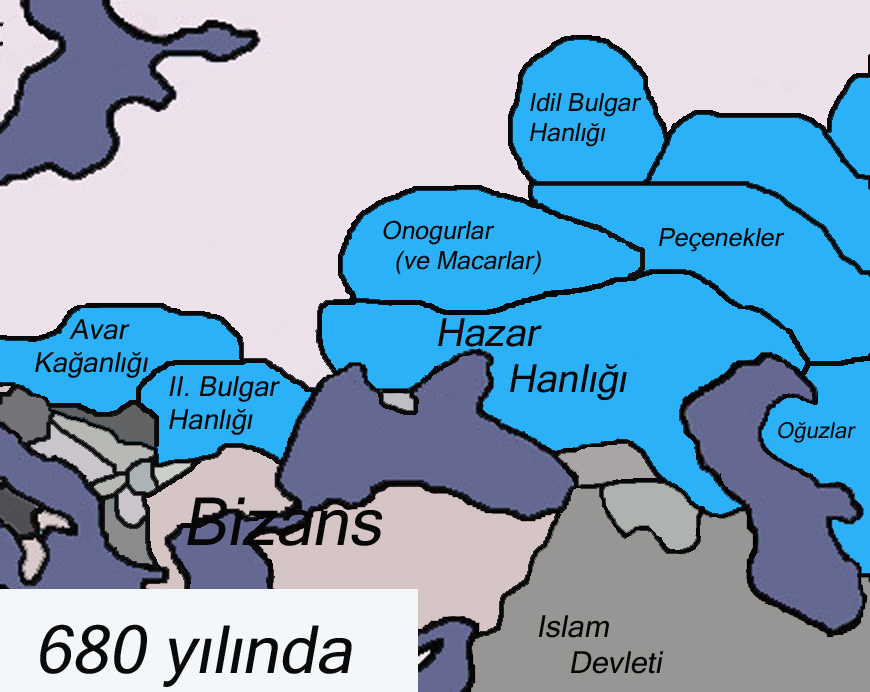

تقسيم البلغار:

### القرن 8

#### آسيا الوسطى

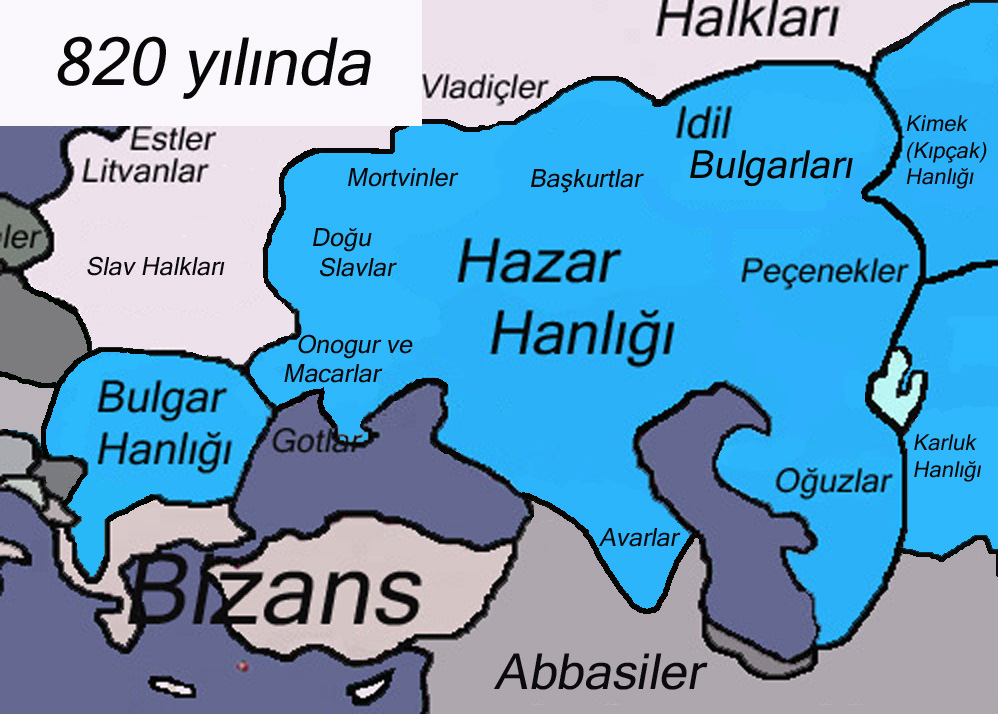
خانية الخزر في أوج قوتها سنة 820

- 715-705: بدأ العرب بدخول ما وراء النهر.
- 735-720: آثار أورخون في أوتوكين
- 737-721: حروب تورجش ضد العرب
- 744: دمر البسميل والأويغور والقارلوق خاقانية الترك الثانية.
- 745: إنشاء خاقانية الأويغور وخانية اليمك المستقلة في ما يعرف اليوم بكازاخستان.
- 750: توطد العلاقات العربية-التركية بعد وصول العباسيين إلى الحكم.
- 751: دخول الصينيين آسيا الوسطى، إلا أنهم هزموا على يد العرب بمساعدة القارلوق في معركة طلاس وتحول القارلوق إلى الإسلام.
- 762: ساعد دعم بايانشور خان الأويغور إمبراطور الصين شوانزونغ ضد الجنرال المتمرد آن لوشان.
- 765: احتضن خان الأويغور الثالث بوجو المانوية.
- 766: دمر القارلوق خانية تورجش. فأضحى معظم إقليم أوناك (تركستان حاليا) تحت حكم خانية القارلوق. ولكن في غرب بحيرة آرال ظهر اتحاد فضفاض اسمه دولة اوغوز ياغبو.
- 795-789: حروب العرش التي دمرت خاقانية الأويغور.

#### شرق أوروبا
- 737-713: الحروب التركية العربية في بلاد ما وراء النهر. وخسارة الخزر للقوقاز.
- 716: أول معاهدة بشروط معروفة بين الإمبراطور البيزنطي ثيودوسيوس الثالث والخان ترفيل ملك دانوب بلغاريا لترسيم الحدود وتحديد حجم الجزية البيزنطية السنوية للخان عند 30 رطلاً من الذهب وتبادل الأسرى وعودة اللاجئين والتجارة دون عوائق بين البلدين[7]
- 718-717: مساعدة البلغار لبيزنطة ضد حصار العرب للقسطنطينية.
- 740: اعتنق خان الخزر الخان بولان اليهودية. وتبني اليهودية ديانة رسمية لخانية الخزر.
- 756: معاهدة السلام بين الإمبراطور البيزنطي قسطنطين الخامس وخان بلغار الدانوب كورميسوش أنهت فترة طويلة من التوترات العسكرية[8]
- 765-764: هاجم ملك الخزر القوقاز وغرب فارس بمساعدة البيزنطيين والقبائل التركية، فاستولى على تفليس من المسلمين، وقتل العديد منهم.[9]
- 780: تأسيس مملكة الصقالبة أو بلغار الفولغا.
- 792: بعد معركة ماركلي بدأت بيزنطة في دفع الضرائب للبلغاريين مرة أخرى.
- 796: غزت الفرنجة خانية الآفار العالقة في السهل المجري [الإنجليزية]

### القرن 9

#### آسيا الوسطى
- 821: صد الأويغور هجوم للتبتيين.
- 832: سقطت خاقانات الأويغور في الفوضى والإضطرابات.
- 840: انهيار خاقانات الأويغور بعد هجوم الشعب القرغيزي، وإنشاء خاقانية القرغيز، وهروب الأويغور إلى الجنوب الغربي.
- 848: أنشئت مجموعة من الأويغور مملكة قانسو الأويغورية [الإنجليزية] في قانسو بشمال الصين.
- 850: بدعم من اللاجئين الأويغور أنشأ القارلوق الذين لم يعترفوا بسيادة القرغيز القراخانات في بلاد ما وراء النهر.
- 856: أنشئت مجموعة أخرى من الأويغور مملكة قرا خوجا الأويغورية [الإنجليزية] في توربان، حاليًا سنجان غرب الصين.

#### شرق أوروبا
- 804: انهيار خاقانات الآفار نتيجة ضربات الفرنجة ومن ثم هجمات بلغار الدانوب.
- 814-811: هزيمة بلغار الدانوب أمام البيزنطيين.
- 860: بدأ تمدد الروس جنوبا إلى كييف في خانية الخزر.
- 861: هجرة البجناك إلى نهر سيحون شمال البحر الأسود تحت ضغط الغز واليمك والقارلوق.
- 865-864: تحول الملك البلغاري بوريس الأول إلى المسيحية، وأصبح البلغار الدانوب سلافيون تمامًا وانفصلوا عن العالم التركي.
- 889: انتقل البجناك من شمال البحر الأسود نحو الغرب تحت ضغط الخزر والقفجاق.
- 892: بعد تقدمهم غربًا، أجبر البجناك المجريين على الهجرة من نهر الدنيبر إلى ما وراء جبال الكاربات، وشكلوا اتفاقًا مع البيزنطيين.

#### الشرق الأوسط وأفريقيا
- 842-833: تنامي نفوذ المماليك الأتراك في القصر العباسي في عهد الخليفة المعتصم.
- 836: نقل العاصمة العباسية من بغداد إلى سامراء حيث كانت توجد حامية للمماليك الترك.
- 868: أقام أحمد بن طولون وهو مملوك تركي السلالة الطولونية في مصر وسوريا وفلسطين وشمال العراق لكنه ظل خاضعًا للخلافة العباسية.

### القرن 10

#### آسيا الوسطى
- 923: تأسيس سلالة تانغ اللاحقة من قبل أتراك شاتو المنحدرين من غوكتورك في شمال الصين.
- 924: تدمير الدولة القرغيزية على يد مغول الخيتان، ونهاية الحكم التركي في أوتوكين وهجرة القرغيز إلى وطنهم الحالي قيرغيزستان.
- 934: مع دخول ستوق بغرا خان للإسلام، تبنت دولة القراخانات الإسلام.
- 979: دخل أتراك شاتو تحت حكم سلالة سونغ الشمالية، فذاب الوجود التركي في شمال الصين.
- 999-990: دمرت دولة القراخانات الدولة السامانية، فعادت بلاد ما وراء النهر إلى الحكم التركي بعد 300 عام.

#### شرق أوروبا
- 920: الحرب الروسية-البجناك
- 922: زيارة ابن فضلان سفيراً لخانية بلغار الفولغا التي اعتنقت الإسلام.
- 940: تحالف روسي بيزنطي ضد خانية الخزر التي خسرت القرم.
- 941: تحالف البجناك مع الروس ضد الإمبراطورية البيزنطية.
- 965: تحالف دولة اوغوز ياغبو مع الروس ضد الخزر.
- 972-968: هجمات البجناك على الروس.
- 969: استيلاء الملك الروسي سفياتوسلاف الأول على عاصمة الخزر، وانسحاب الخزر من شمال القوقاز.
- 985: تحالف دولة اوغوز ياغبو مع الروس ضد مملكة الصقالبة.
- 986: استيطان السلاجقة في جنوب كازاخستان بعد الانفصال عن دولة اوغوز ياغبو.

#### الشرق الأوسط وأفريقيا
- 905: أنهى العباسيين الدولة الطولونية في مصر.
- 935: اسس محمد بن طغج الإخشيد سلالة تركية في مصر، الدولة الإخشيدية. واستولى على على سوريا وفلسطين والحجاز وشمال السودان.
- 963: أسس ألب تكين وهو قائد عسكري تركي الدولة الغزنوية كونها دولة تابعة للسامانيين. وقد بسط حكمه على أفغانستان وباكستان.
- 969: انهت الدولة الفاطمية حكم الإخشيديون.

### القرن 11

#### آسيا الوسطى
- 1036: سقطت مملكة قانسو الأويغورية بيد مملكة تانكوت المنغولية.
- 1042: تقسيم مملكة القراخانات إلى شرقية وغربية.
- 1050: دمر القفجاق خانية كيمك [الإنجليزية] بعد غزوها.
- 1089: خضعت دولة القراخانات الغربية المتمركزة في سمرقند للحكم السلجوقي.
- 1091: خضعت دولة القراخانات الشرقية وعاصمتها كاشغر لحكم السلاجقة.
- 1092: نتيجة دخول الدولة السلجوقية في الاضطرابات الداخلية، استقلت دولتا القراخانات مرة أخرى.

#### أوروبا الشرقية
- 1016: انهيار خانية الخزر تحت ضغط القفجاق وروس كييف.
- 1037: هزيمة المستوطنين البجناق في رومانيا أمام خانية روس كييف.
- 1068-1061: هزم القفجاق الروس، فاستولوا على شمال البحر الأسود وأوكرانيا.
- 1091: بعد معركة ملاذكرد هاجم البجناك الإمبراطورية البيزنطية التي كانت في حالة اضطراب، ولكنهم تلقوا ضربة مدمرة من تحالف بيزنطي-قفجاق حول إنيز.
- 1093: هزم القفجاق سفياتوبولك الثاني أمير كييف روس في معركة نهر ستوجنا.

#### الشرق الأوسط
- 1038: قيام الدولة السلجوقية في خراسان، بعد احتلال طغرل بك وجغري بك أحفاد سلجوق مدينة مرو (في تركمانستان حاليًا) وأعلنوا الاستقلال.
- 1040: هزم السلاجقة بقيادة طغرل وجغري الجيش الغزنوي في معركة دانداناقان، وبدأوا بالاستقرار في شرق بلاد فارس.
- 1048: هزم السلاجقة بقيادة إبراهيم ينال (شقيق طغرل بك) التحالف البيزنطي-الجورجي في معركة كابترون، فدخلوا شرق الأناضول.
- 1055: احتل السلاجقة بغداد، فأخضعوا الدولة العباسية.
- 1064: احتل السلاجقة قلعة آني وكسروا المقاومة الأرمنية الجورجية.
- 1071: هزم السلاجقة البيزنطيين في معركة ملاذكرد، مما مكنهم من الانتشار في الأناضول.
- 1072: إنشاء إمارة الدانشمندية حول سيواس بوسط الأناضول. (تابعة للسلاجقة)
- 1077: إنشاء دولة سلاجقة الروم على الرغم من أنها تابعة للدولة السلجوقية إلا أنها سرعان ما استقلت عنها.
- 1081: أسس چاقا بيه الأزميري (إمارة) في إزمير، غرب الأناضول وبرزت كونها أول قوة بحرية في التاريخ التركي.
- 1085: أسس تاج الدولة تتش شقيق ملك شاه إمارة سلاجقة الشام في الشام.
- 1092: بعد مقتل السلطان ملكشاه بيد الحشاشين، دخلت الدولة السلجوقية إلى فوضى داخلية.
- 1096: قضى السلطان السلجوقي قلج أرسلان الأول على حملة الفقراء الصليبية في إزنيق.
- 1099-1096: انهزم السلاجقة أمام الصليبيون في حملتهم الأولى في معركة ضورليم. فاستعادت بيزنطة إزنيق وغرب الأناضول، وتشكلت الدويلات الصليبية على سواحل الشام.

#### جنوب آسيا
- 1027-1001: أدت حملات محمود الغزنوي خان الدولة الغزنوية إلى انتشار السيادة التركية والإسلام إلى شمال الهند وبنغلاديش.
- 1059-1037: صراع الغزنويون مع السلاجقة، فسيطر السلاجقة على خراسان وفارس.
- 1059: معاهدة السلام بين الغزنويين والسلاجقة.
- 1080-1079: هزم الغزنويين الدولة الغورية التي وصلت إلى السلطة في أفغانستان.

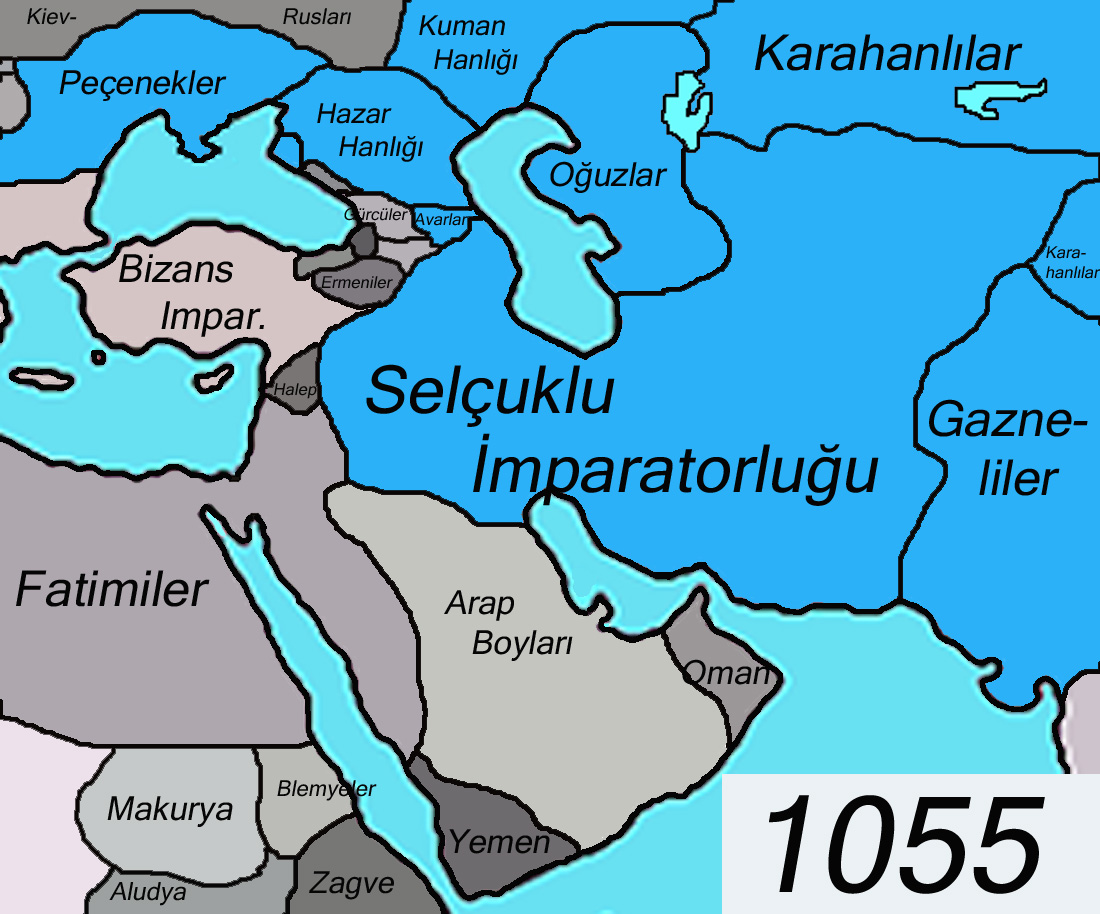
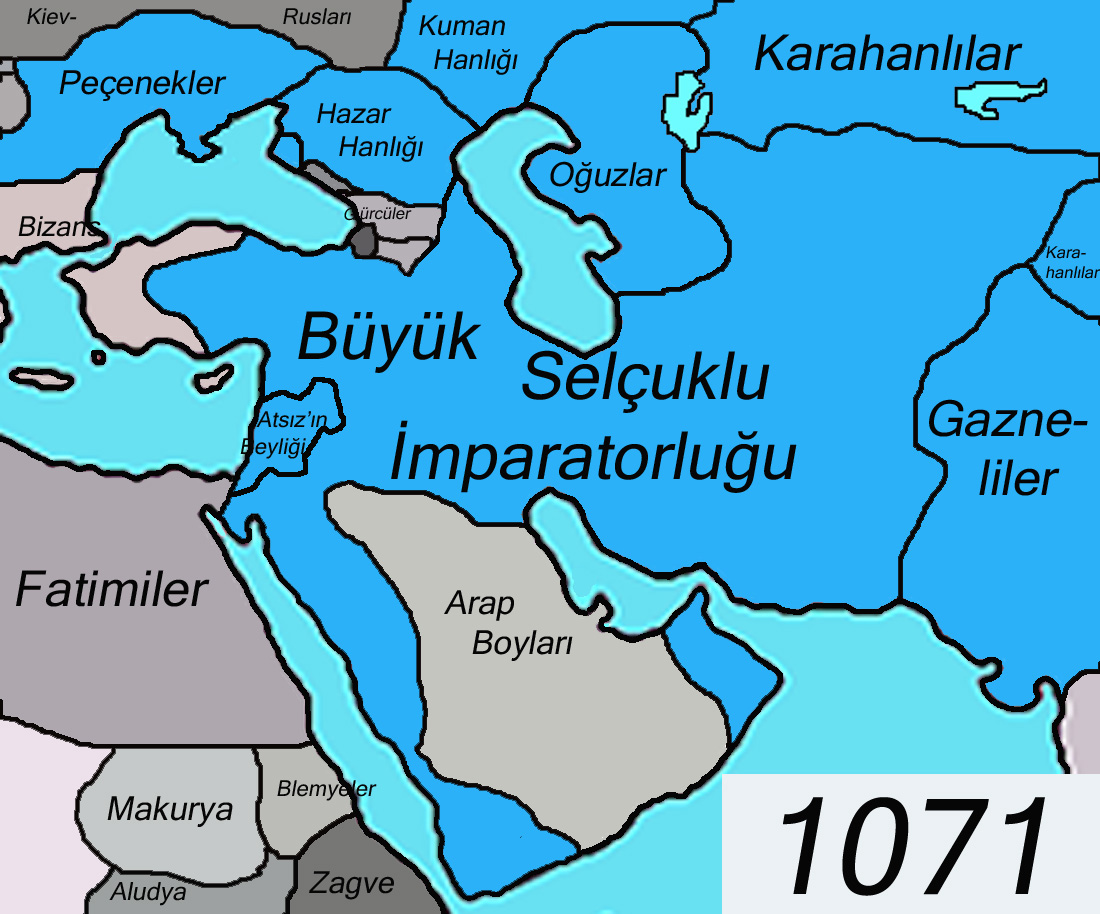
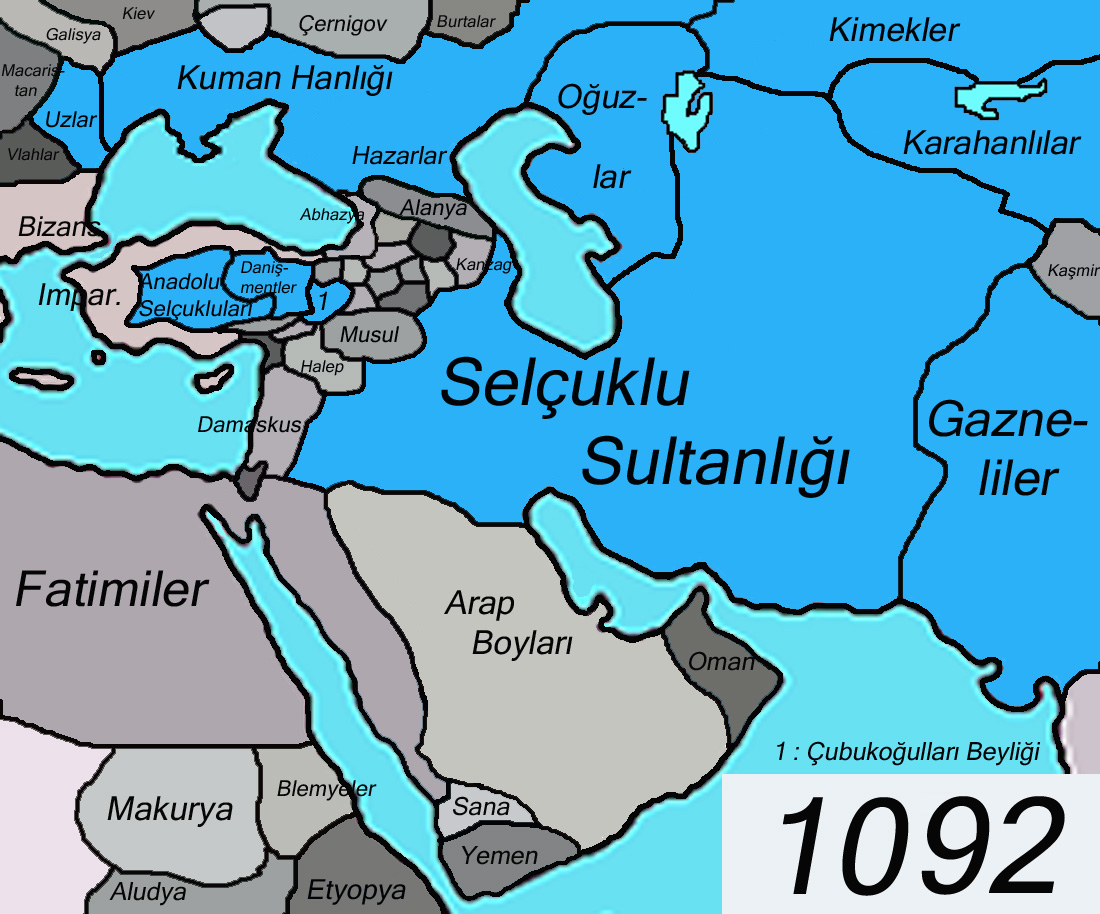

### القرن 12

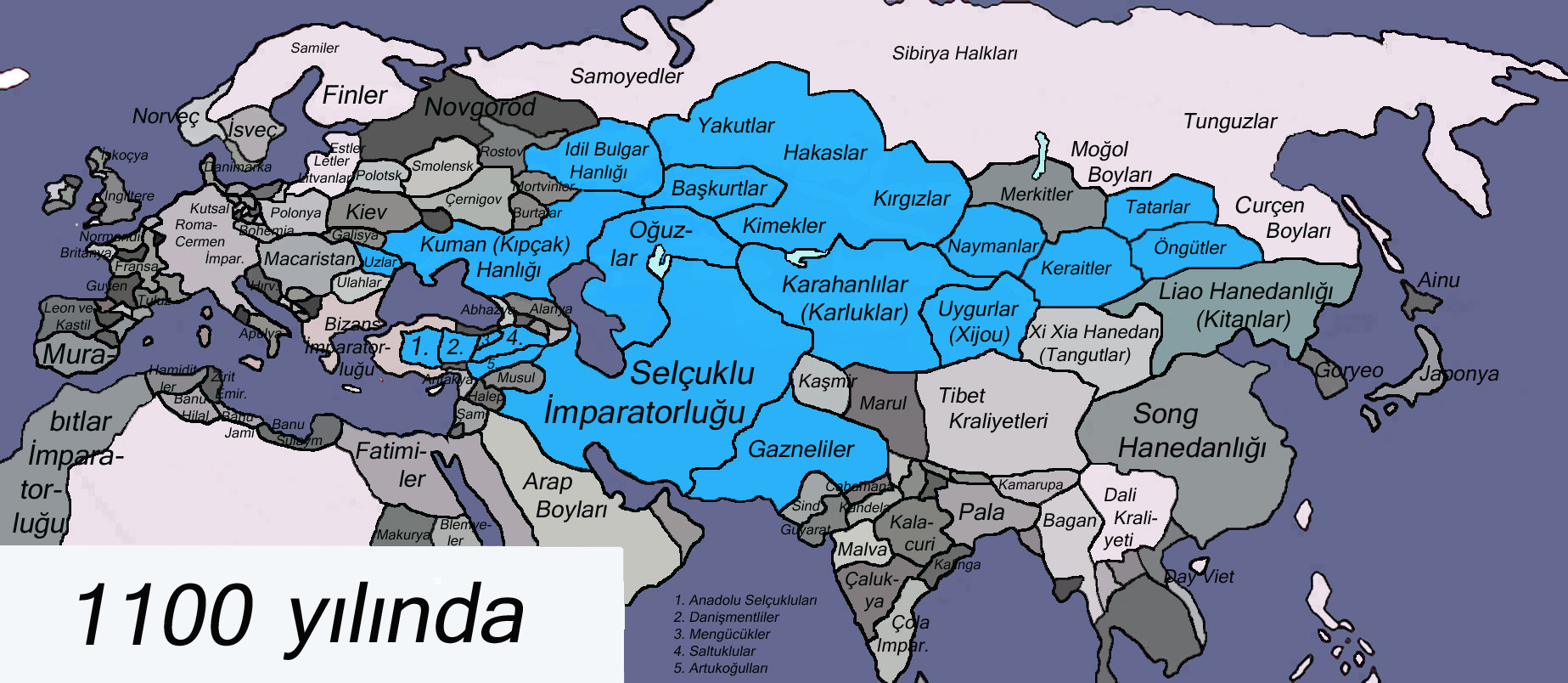
خريطة لجزء من العالم سنة 1100 م

#### الشرق الأوسط
- 1100: نجح كمشتكين أمير الدانشمنديون من أسر بوهيموند الأول في معركة ملطين، وبقي في الأسر حتى سنة 1103. وتوقف نهائيًا تقدم الصليبيين نحو جنوب شرق الأناضول.
- 1101: هزم سلاجقة الروم والدانشمنديون الصليبيين في قسطموني ومرزيفون.
- 1104: هزم السلاجقة الصليبيين في حران ومنعت تقدمهم إلى نهر الفرات.
- 1104: أسس ظاهر الدين طغتكين أتابك دمشق إمارة البوريون.
- 1128-1105: صراع السلاجقة ضد الصليبيين في الشام، ومقاومة دمشق وحلب للضربات الصليبية.
- 1127: أسس الأتابك عماد الدين زنكي الدولة الزنكية في الموصل.
- 1174-1127: حروب بين الزنكيون والصليبيين.
- 1144: احتل الزنكيين مدينة أورفة.
- 1149-1147: نظم سلاجقة الروم أنفسهم بعد سقوط الرها في الحملة الصليبية الثانية، فهزموا جيش الصليبيين الألماني في إسكي شهر ولادك، ومنع الزنكيون حصار الصليبيين لدمشق.
- 1150: قضى عماد الدين زنكي على كونتية الرها إحدى الإمارات الصليبية الأربع.
- 1154: قضى عماد الدين زنكي على أتابكة البوريون.
- 1178-1173: أصبح سلاجقة الروم القوة الوحيدة في الأناضول من خلال الاستيلاء على جميع أراضي الدانشمنديون.
- 1183-1174: أنهى صلاح الدين الأيوبي السيادة الزنكية على الشام.
- 1176: هزيمة البيزنطيين أمام سلاجقة الروم في معركة ميريوكيفالون، ووضع اللمسات الأخيرة على السيادة السلجوقية على كامل الأناضول.
- 1190: احتلت القوات الألمانية في الحملة الصليبية الثالثة مدينة قونية، ولكن الجيش الألماني تفكك بعد غرق الإمبراطور الألماني فريدريك بربروسا في سليقية.

#### إيران وآسيا الوسطى
- 1118-1092: اضطرابات داخلية وظهور دويلات أتابك شبه مستقلين داخل دولة السلاجقة.
- 1132: بدأ الدولة القراخطائية المغولية بالتحرك نحو الأراضي التركية بعد اخضاعهم مملكة قرا خوجا الأويغورية [الإنجليزية].
- 1134: أطاح القراخطائيين بالقراخانات الشرقية.
- 1137: أطاح القراخطائيين بالقراخانات الغربية وقضوا على هيمنتهم في آسيا الوسطى.
- 1141: خسرت الدولة السلجوقية جميع مقاطعاتها الشرقية حتى نهر سيحون بعد هزيمتها أمام القراخطائيين في معركة قطوان.
- 1157-1154: حل دولة السلاجقة بعد تمرد الأوغوز، واستقلال الدولة الخوارزمية.
- 1194-1182: غزا الخوارزميون بلاد ما وراء النهر بعد استيلائهم على فارس وخراسان والقراخطاي.
- 1188: قضى الأوغوز على دولة سلاجقة كرمان إحدى بقايا الدولة السلجوقية.
- 1194: ألغى الخوارزميون دولة سلاجقة العراق، إحدى بقايا الدولة السلجوقية.

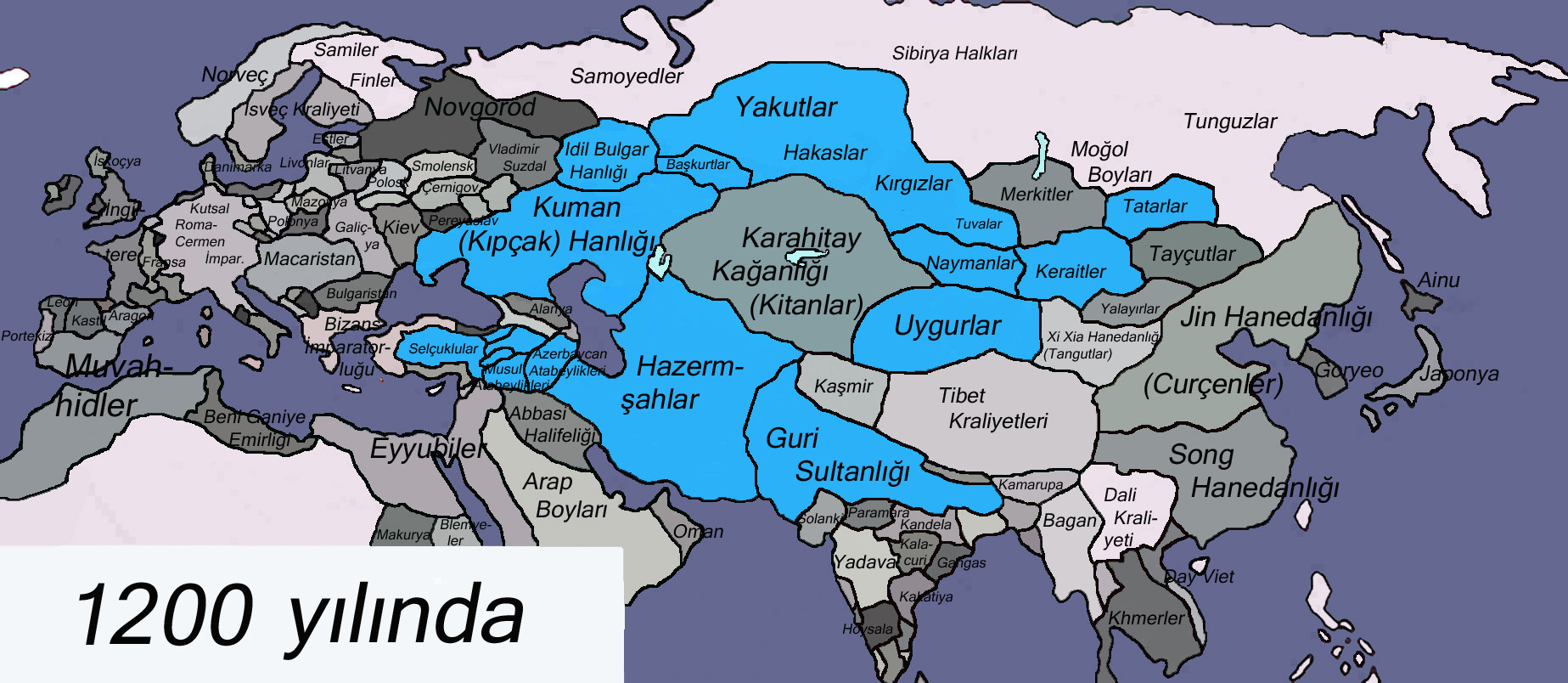
الأوضاع السياسية سنة 1200 م قبل ظهور المغول

#### جنوب آسيا
- 1117: دخول السلاجقة إلى غزنة وفرض الضرائب على الدولة الغزنوية.
- 1119: زاد الغزنويون من ترسيخ هيمنتهم على شمال الهند.
- 1135: عودة السلاجقة إلى غزنة وفرض ضرائب على الغزنويين مرة أخرى
- 1151-1148: تعرضت غزنة لدمار كبير على يد الغوريين بعد أن استولوا عليها.
- 1152: حرر السلاجقة غزنة من الغوريين.
- 1163-1157: مع تفكك الدولة السلجوقية، سقطت غزنة وأفغانستان مرة أخرى بيد الغوريين.
- 1186: انهيار الدولة الغزنوية التي هيمنت على البنجاب وعاصمتها لاهور بسبب الغوريين.

#### أوروبا الشرقية
- 1116-1111: هزيمة قبائل القفجاق على يد خانية كييف روس.
- 1123: الجورجيون وبدعم من القفجاق طردوا السلاجقة من تبليسي.
- 1150: استعاد القفجاق قوتهم في نهر الدنيبر.
- 1154: أعاد القفجاق فرض سيطرتهم على خاركوف بعد صدهم الروس.
- 1174-1157: صراعات بين بلغار الفولغا والروس
- 1185-1174: انتصارات عسكرية للقفجاق ضد الروس.

### القرن 13

تمدد إمبراطورية المغول في القرن 13

#### آسيا والشرق الأوسط
- 1202: توسع سلاجقة الروم إلى شرق الأناضول بعد القضاء على إمارة بنو سلدق.
- 1207: تمكن سلاجقة الروم من الوصول إلى شواطئ البحر الأبيض المتوسط بعد غزوهم أنطاليا.
- 1214: تمكن سلاجقة الروم من الوصول إلى شواطئ البحر الأسود بغزوهم سينوب.
- 1228: قضى سلاجقة الروم على إمارة منكوجكيون إحدى إمارات الأناضول.
- 1230: هزم سلاجقة الروم الخوارزميين الهارببين من غزو المغول وتقدموا إلى الأناضول في معركة ياسي جمن.
- 1239: أضعفت ثورة بابا إسحاق [الإنجليزية] أو بابا عشق سلاجقة الأناضول.
- 1243: هزيمة سلاجقة الروم أمام المغول في معركة جبل كوسه أو كوسداغ.
- 1250: استولت السلطنة المملوكية ذات الأصل التركي على الحكم في مصر، ووضع نهاية للأيوبيين.
- 1250: وضع نور الدين بك [الإنجليزية] أسس الإمارة في قرمان
- 1299: تأسيس الدولة العثمانية.

#### آسيا الوسطى
- 1212: قضى الخوارزميون على خانية القراخانات الذين حكموا فرغانة.

#### جنوب آسيا
- 1206: أنشئ مماليك الهند وهم من أصول تركية سلطنة دلهي.
- 1236: هيمنة سلطنة دلهي على كل شمال الهند وكشمير وبنغلاديش.
- 1290: استولى الأتراك الخلجيون على حكم في سلطنة دلهي.

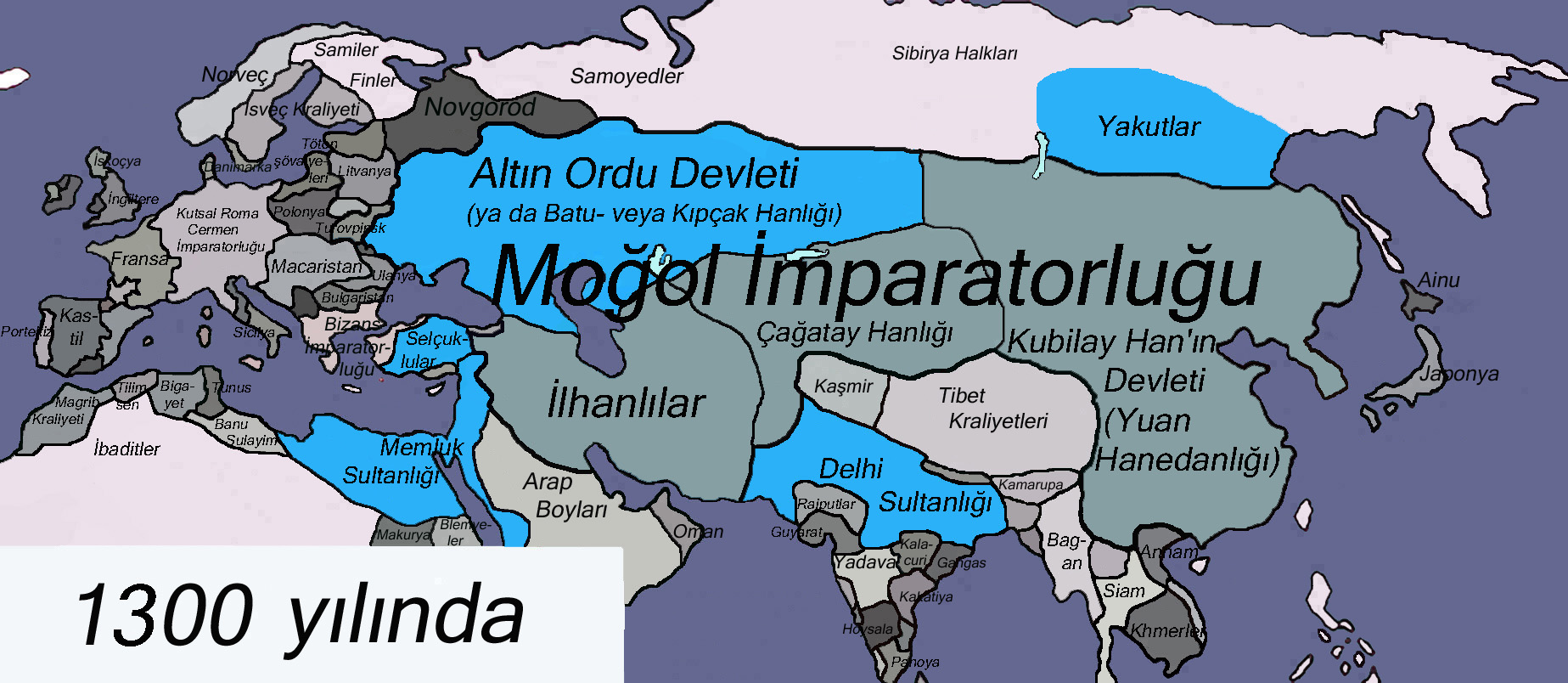
بعد تقسيم الإمبراطورية المغولية، أصبحت خانية القبيلة الذهبية تركية في سنة 1300 م

- تم تتريك خانية جغتاي بالكامل بعد سنة 1350.

### القرن 14
- 1320-1424: حكمت سلالة تغلق دلهي.
- 1346: دخول العثمانيين أوروبا
- 1361: استولى العثمانيون على أدرنة
- 1370: استيلاء تيمورلنك على السلطة
- 1382: قاد توقتمش جيش القبيلة الذهبية وأشعل النار في موسكو [الإنجليزية].
- 1389: قتح كوسوفو: الهيمنة العثمانية في البلقان
- 1403-1389: حكم بايزيد الأول
- 1398: رحلة تيمورلنك العسكرية إلى الهند

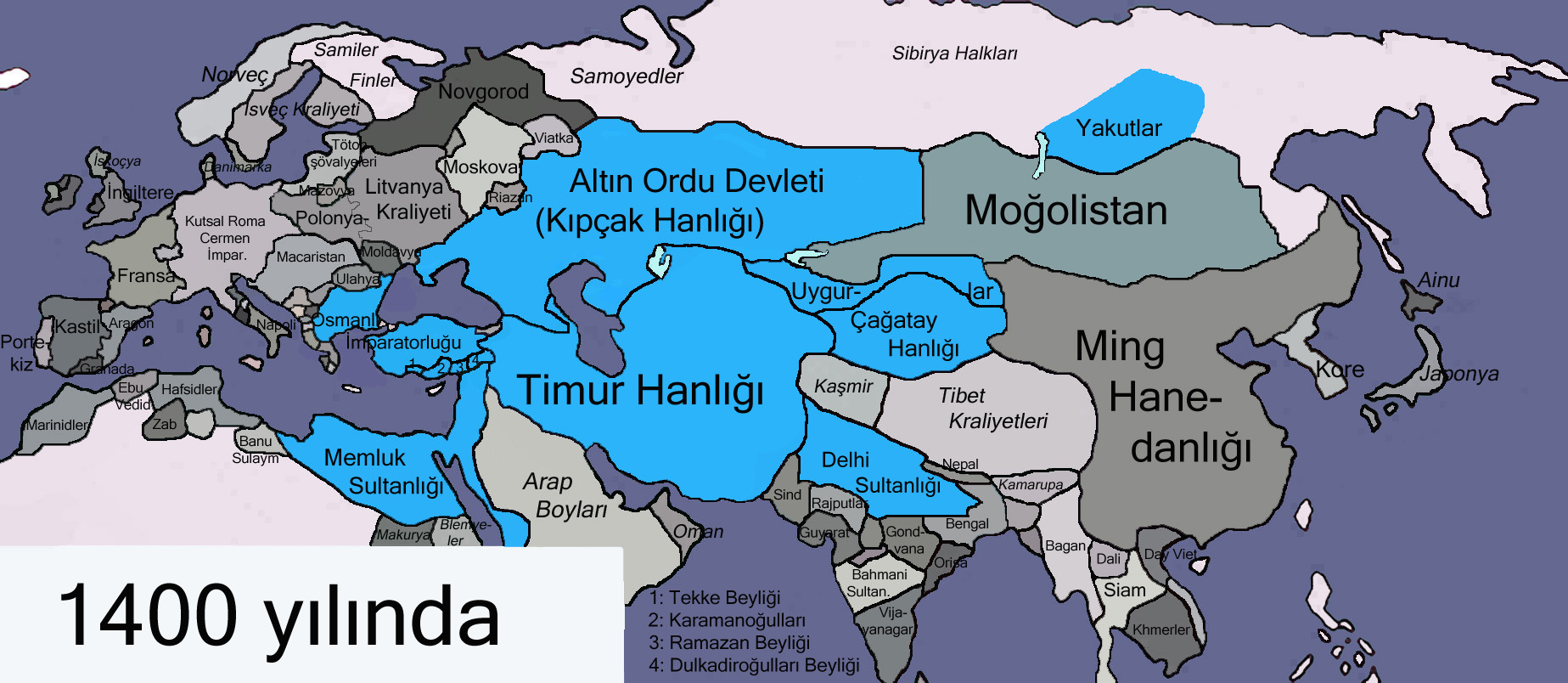
خريطة لجزء من العالم 1400 م

### القرن 15

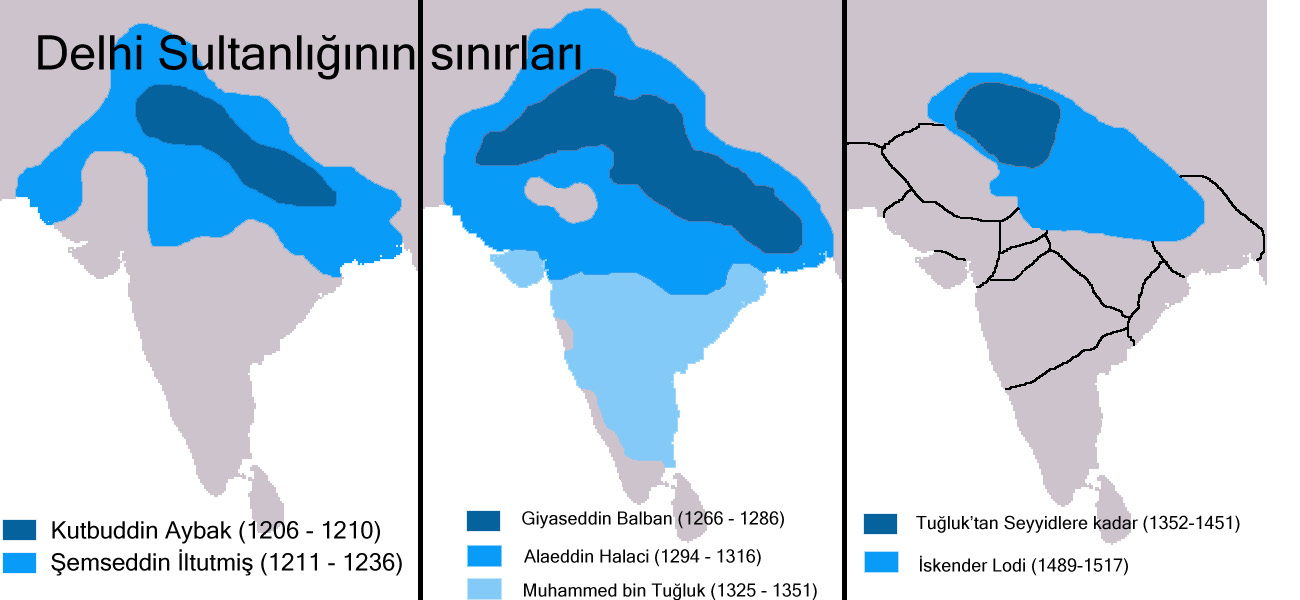
حدود سلطنة دلهي من 1206 إلى 1517

#### آسيا
- 1402: معركة أنقرة بين تيمورلنك وبايزيد الأول
- 1406: ظهور دولتي آق قويونلو وقراقويونلو على المسرح الدولي.
- 1453-1478:العصر الذهبي لدولة آق قويونلو في عهد أوزون حسن الذي استطاع القضاء على دولة قراقويونلو بعد هزيمة أميرهم جهان شاه سنة 1467.
- 1453: فتح إسطنبول على يد السلطان محمد الفاتح

#### آسيا الوسطى
- 1405: وفاة تيمورلنك
- 1447-1405: وصول شاه رخ بن تيمورلنك إلى الحكم في هراة.
- 1449-1447: حكم أولغ بيك بن شاه رخ.
- 1456: إنشاء خانية القازاق

#### جنوب آسيا
- 1517-1414: أضحت سلطنة دلهي التركية فارسية.

#### أوروبا الشرقية
- 1430: تشكيل خانية القرم
- 1445: إنشاء خانية قازان
- 1505-1462: إنشاء خانية أستراخان
- 1473: السلطان حسين بايقرا: عصر النهضة التيموري

## العصر الحديث

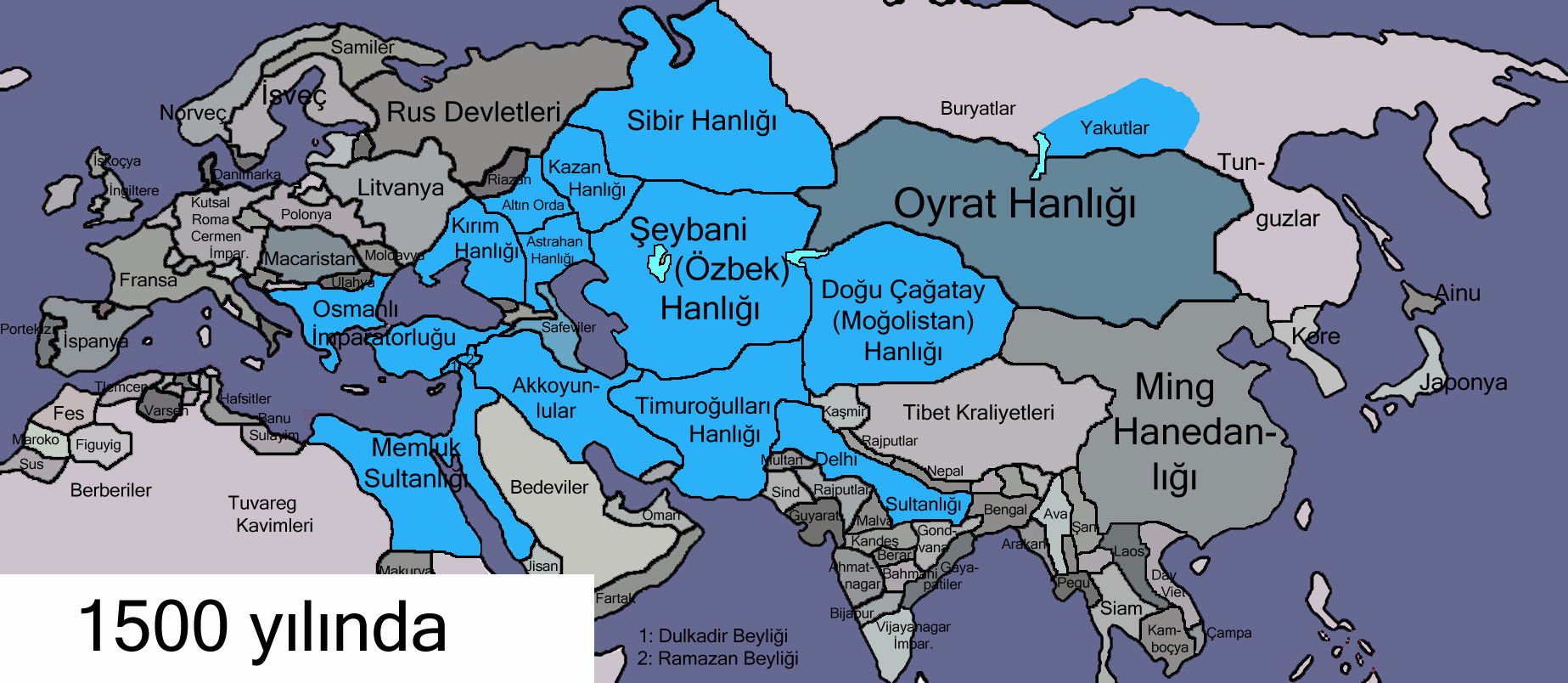
خريطة لجزء من العالم 1500 م

### القرن 16

#### شرق أوروبا
- 1502: دمرت خانية القرم القبيلة الذهبية.
- 1552: ضمت روسيا القيصرية لخانية قازان.
- 1556: ضمت روسيا خانية أستراخان
- 1557: ضم روسيا لخانية النوغاي.
- 1571: خانية القرم أحرقت موسكو
- 1598-1580: القضاء الروسي على خانية سيبير

#### آسيا الوسطى
- 1500: أسس محمد شيباني سلالة الشيبانيون وأنشأ خانية بخارى وعاصمتها سمرقند.
- 1510: مقتل محمد الشيباني في معركة مرو أمام الشاه إسماعيل.

#### الشرق الأوسط
- 1502: تأسيس الشاه إسماعيل للسلالة الصفوية في إيران.
- 1514: معركة جالديران واستقرار العثمانيين في شرق الأناضول.
- 1516: معركة مرج دابق وأخذ العثمانيون الشام من المماليك.
- 1517: دخول الحجاز تحت حكم السلطان العثماني سليم الأول.
- 1534: استرد العثمانيون بغداد من الصفويين.
- 1538: سيطر الأسطول العثماني على اليمن قبل لقائه البرتغاليون في معركة ديو.
- 1551: وصول الحكم العثماني إلى قطر وعمان.
- 1578: وصول الحملة العثمانية [الإنجليزية] إلى بحر قزوين.
- 1590: الفتح العثماني لكامل القوقاز وإيران الغربية.

#### جنوب آسيا
- 1526: إنشاء سلطنة مغول الهند.

#### أفريقيا
- 1516: تأسيس الإدارة العثمانية في الجزائر بعد فتح الجزائر.
- 1517-1516: قضى سليم الأول على المماليك في معركة الريدانية وضم مصر للعثمانيين.
- 1551: بداية الحكم العثماني في ليبيا.
- 1557: إنشاء العثمانيين لإيالة الحبشة.
- 1574: بداية الحكم العثماني في تونس.
- 1580-1576: النفوذ العثماني في المغرب
- 1577: انتشار الحكم العثماني في فزان.

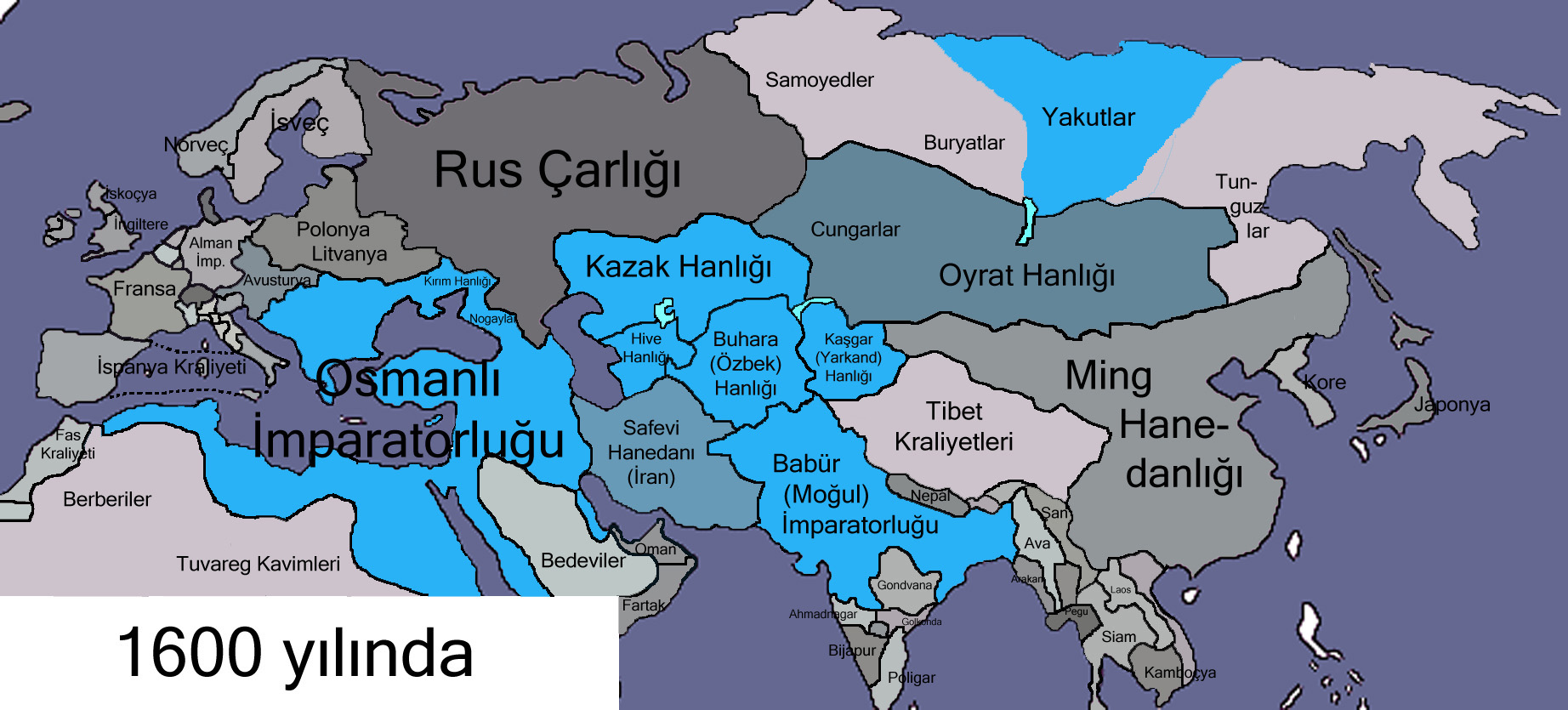
خريطة لجزء من العالم سنة 1600 م

### القرن 17

#### شرق أوروبا
- 1600 تفكك الخانية السيبيرية.
- 1606: معاهدة زيتفاتوروك، والتي كانت ترمز إلى ذروة السلطنة العثمانية.
- 1683: حصار فيينا.
- 1699: معاهدة كارلوفجة، وبداية أفول الدولة العثمانية.

#### آسيا الوسطى
- 1605: الغزو الروسي لينيسي.
- 1650-1615: نضال شعب ينيسي القرغيزي ضد الروس.
- 1620: ضم روسيا أراضي ياكوت
- 1628: ضمت روسيا أراضي دولقان.
- 1630-1628: قبيلة قلميقيون منغولية الذين هزمتهم المغول الشرقيون، وسُحقوا في كازاخستان، إلا أنهم استقروا في منطقة الفولغا.
- 1642-1634: قمع روسيا لثورات ياكوت
- 1639: وصول روسيا إلى المحيط الهادئ
- 1680: حملة [الإنجليزية] خانات زونغار على تركستان الشرقية، ونهاية خانية جغتاي.

#### جنوب آسيا
- 1658-1628: شاه جاهان سلطان مغول الهند.
- 1707-1658: أورنجزيب سلطان مغول الهند.

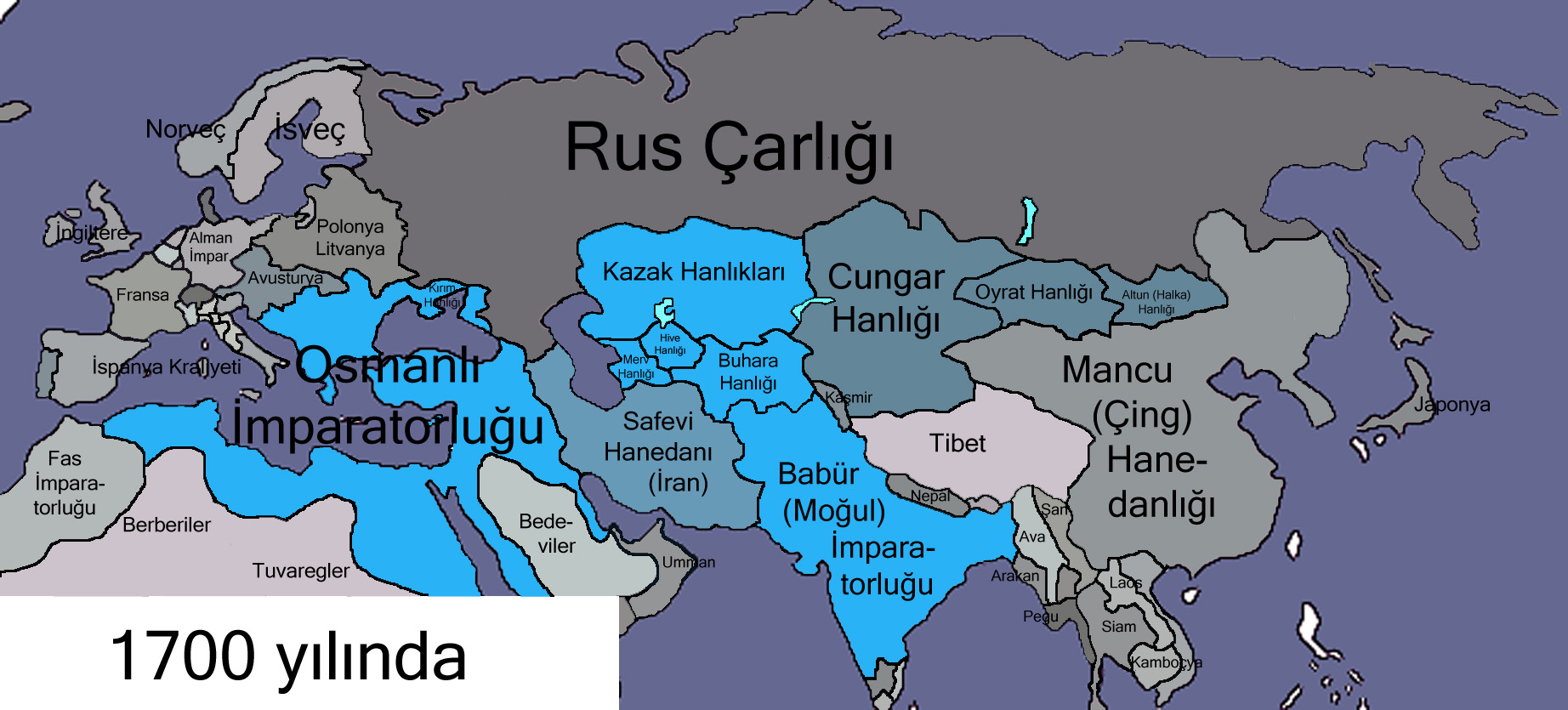
خريطة لجزء من العالم سنة 1700 م

### القرن 18

#### شرق أوروبا
- 1775-1742: حرب بوجاتشيف في روسيا (انتفاضة التتار)
- 1783: ضم الروس لشبه جزيرة القرم.

#### آسيا
- 1730-1717: عصر الخزامى العثماني
- 1747-1736: حكم نادر شاه الأفشاري
- 1794: تأسيس سلالة قاجار التركية في إيران.

#### آسيا الوسطى
- 1709: تأسيس خانية خوقند
- 1709-1718: صراع خانات جونغاريا-القازاقي.
- 1718: تقسيم خانية القازاق إلى ثلاثة.
- 1721: ضم روسيا لخقاسيا.
- 1731: ضمت روسيا جزءًا صغيرًا من خانية القازاق.
- 1740-1747: هيمنت إيران على خانية خيوة.
- 1755-1759: استولت أسرة مانشو الصينية على تركستان الشرقية التي كانت في أيدي الجونغاريين.
- 1755: استولت أسرة مانشو الصينية على توفا.
- 1756: استيلاء روسيا على منطقة ألتاي.
- 1785: استيلاء مانغود على خانية بخارى.

#### أفريقيا
- 1705: تعيين سلالة الحسينيون في تونس التي كانت جزءًا من الدولة العثمانية.
- 1799-1798: حملة نابليون بونابرت إلى مصر. والحروب التركية الفرنسية.

### القرن 19

#### أوروبا الشرقية
- 1829: استقلال اليونان
- 1878: معاهدة برلين ونيل صربيا والجبل الأسود ورومانيا الاستقلال، وحصول بلغاريا على الحكم الذاتي
- 1881: ضم اليونان ثيساليا بعد اتفاقية القسطنطينية مع الدولة العثمانية.
- 1881: ولادة أتاتورك
- 1885: ضم بلغاريا لروملي الشرقية.
- 1813: ضم روسيا لداغستان وأذربيجان اللتان كانتا تابعتين للقاجاريين بعد الحرب الروسية الفارسية.
- 1827: الهيمنة الروسية على بلقار.
- 1828: دخول قراشاي في الهيمنة الروسية.
- 1828: ضم روسيا يريفان ونختشفان.
- 1829: ضم روسيا لآخالتسيخه.
- 1839: مرسوم التنظيمات في الدولة العثمانية.
- 1876: أول دستور في الدولة العثمانية.

#### آسيا الوسطى
- 1820: خضع الجزء الأكبر من خانية القازاق لحكم خانية خوقند.
- 1847: انتقلت أراضي خانية الكازاخ بالكامل إلى روسيا.
- 1854-1851: هزيمة خانية خيوة أمام الروس.
- 1864: بدء الحملات العسكرية الروسية إلى تركستان الغربية.
- 1865: إنشاء خانية كاشغر في تركستان الشرقية.
- 1866: خضعت إمارة بخارى للحكم الروسي.
- 1868: خضعت خانية خوقند للحكم الروسي.
- 1871: الاحتلال الروسي لبحيرة بالكاش.
- 1873: أضحت خانية خيوة تحت الحكم الروسي.
- 1876: ضم روسيا لخانية خوقند.
- 1878-1877: أنهى الصينيون خانية كاشغر.
- 1884-1881: ضم روسيا تركمانستان.

#### جنوب آسيا
- 1805: أضحت سلطنة مغول الهند تحت وصاية البريطانيين الذين هزموا اتحاد المراثا بعد الحرب الثانية والثالثة.
- 1857: أطاح البريطانيون بمغول الهند، ونهاية تسعة قرون من الحكم / الوجود التركي في الهند.

#### أفريقيا
- 1822: دخول السودان تحت الحكم العثماني.
- 1842-1830: الغزو الفرنسي لإيالة الجزائر .
- 1841-1831: الحرب المصرية العثمانية الأولى والثانية، وحصول مصر على الحكم الذاتي.
- 1869: افتتاح قناة السويس.
- 1881: الغزو الفرنسي لإيالة تونس.
- 1882: الغزو البريطاني لمصر
- 1885: نهاية الحكم التركي في السودان
- 1888: الغزو البريطاني للصومال، وانهاء الوجود العثماني في القرن الأفريقي.

### القرن 20
- 1905: ظهور الحركات الجديدة [الإنجليزية].

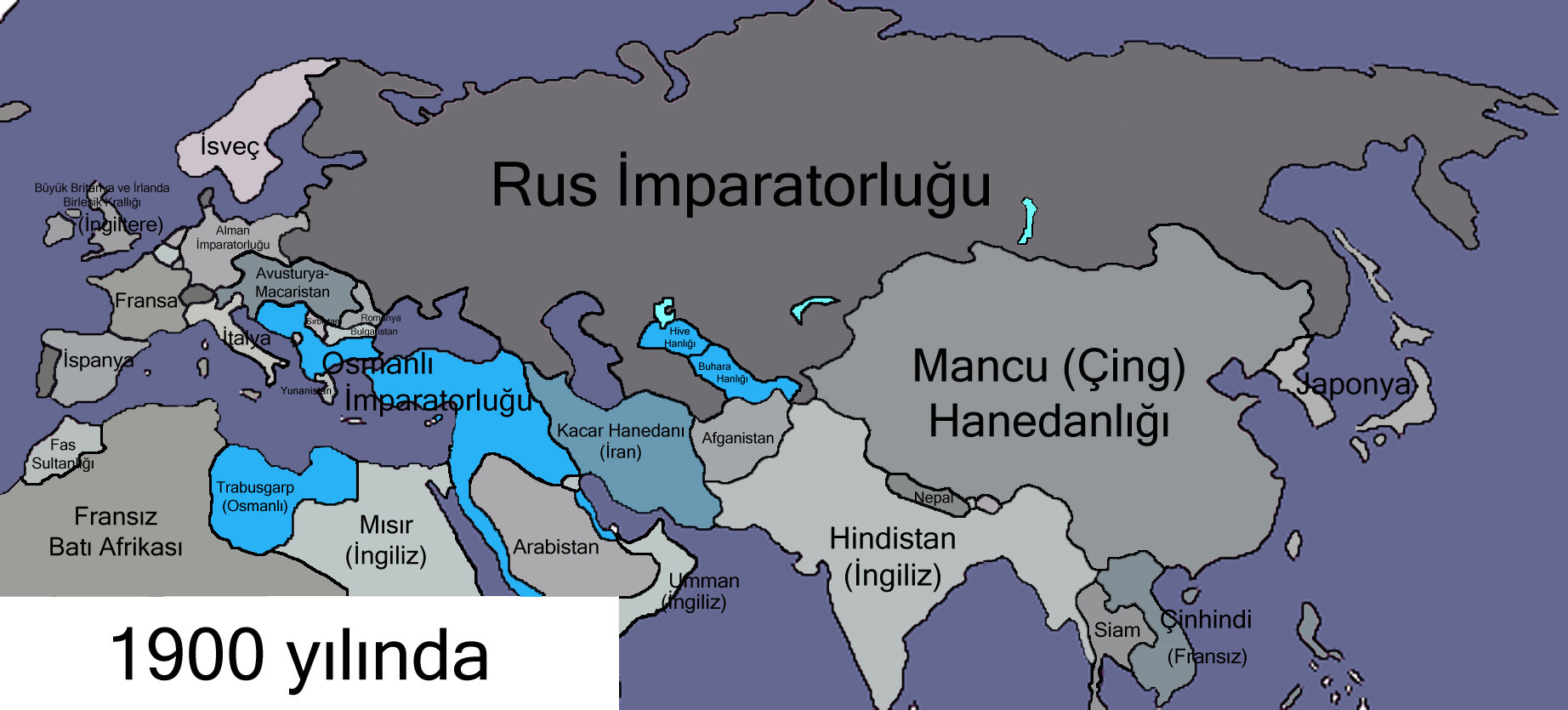
خريطة لجزء من العالم سنة 1900 م

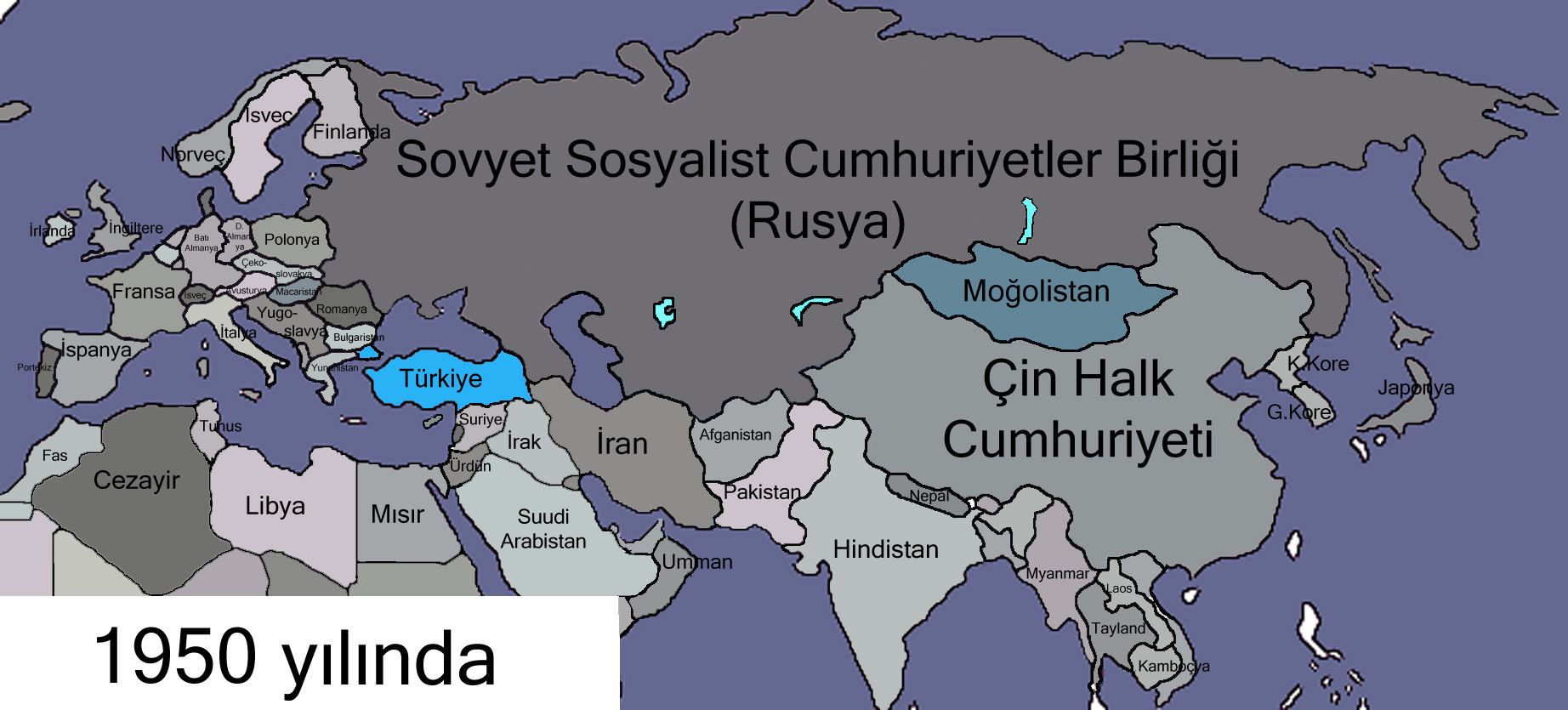
ظل أتراك الأناضول المجتمع التركي الوحيد في دولة مستقلة 1950 م ولمدة طويلة.

- 1920-1910: حكومة ألاش هورده للكازاخ والقيرغيز.
- 1912-1911: غزو إيطاليا لطرابلس.
- 1912: حروب البلقان.
- 1916-1915: حملة جاليبولي.
- 1917: إعلان تركستان للحكم الذاتي.
- 1918: تم توقيع هدنة مودروس بين الدولة العثمانية وقوات الحلفاء.
- 1919-1922: اندلعت حرب الاستقلال التركية.
- 1919-1928: انتفاضة بسماشي ضد الاتحاد السوفيتي.
- 1921-1944: جمهورية توفا الشعبية
- 1922: انتصار تركيا على اليونانيين.
- 1923: أعلنت تركيا أنها جمهورية.
- 1932-1934: جمهورية تركستان الشرقية الإسلامية للأويغور في الصين.
- 1938: وفاة أتاتورك
- 1944: تأسيس جمهورية تركستان الشرقية قصيرة العمر بمساعدة الجيش الروسي.
- 1955: منطقة شينجيانغ أويغور المتمتعة بالحكم الذاتي: إعلان شينجيانغ (تركستان الشرقية) منطقة تتمتع بالحكم الذاتي.
- 1971: الانسحاب الأوروبي من آسيا الوسطى.
- 1974: الغزو التركي لقبرص.
- 1983: إعلان استقلال جمهورية شمال قبرص التركية.
- 1988: بداية الصراع الأذري - الأرمني.
- 1990: الغزو السوفيتي لباكو بعد مذبحة باكو.
- 1991: انهيار الاتحاد السوفياتي وظهور كومنولث الدول المستقلة.
- 1992: قبول الجمهوريات التركية التابعة لرابطة الدول المستقلة في الأمم المتحدة:

```
       
كازاخستان

       
أوزبكستان

       
أذربيجان

       
تركمانستان

       
قيرغيزستان
```

- 1992: عقدت أول قمة لمنظمة الدول التركية في أنقرة في 30 أكتوبر 1992.
- 1993: احتلال الارمن لمنطقة اذربيجان.
- 1993: تم إنشاء الإدارة المشتركة للثقافة والفنون التركية في ألماتي في 1993، والتي توفر التعاون في مجالات الثقافة والفنون في البلدان الناطقة بالتركية.
- 1993: المؤتمر التركي الأول والذي كان منتدى ثقافيًا واقتصاديًا وسياسيًا وحضره جميع الدول والمجتمعات التركية والمجتمعات ذات الصلة.

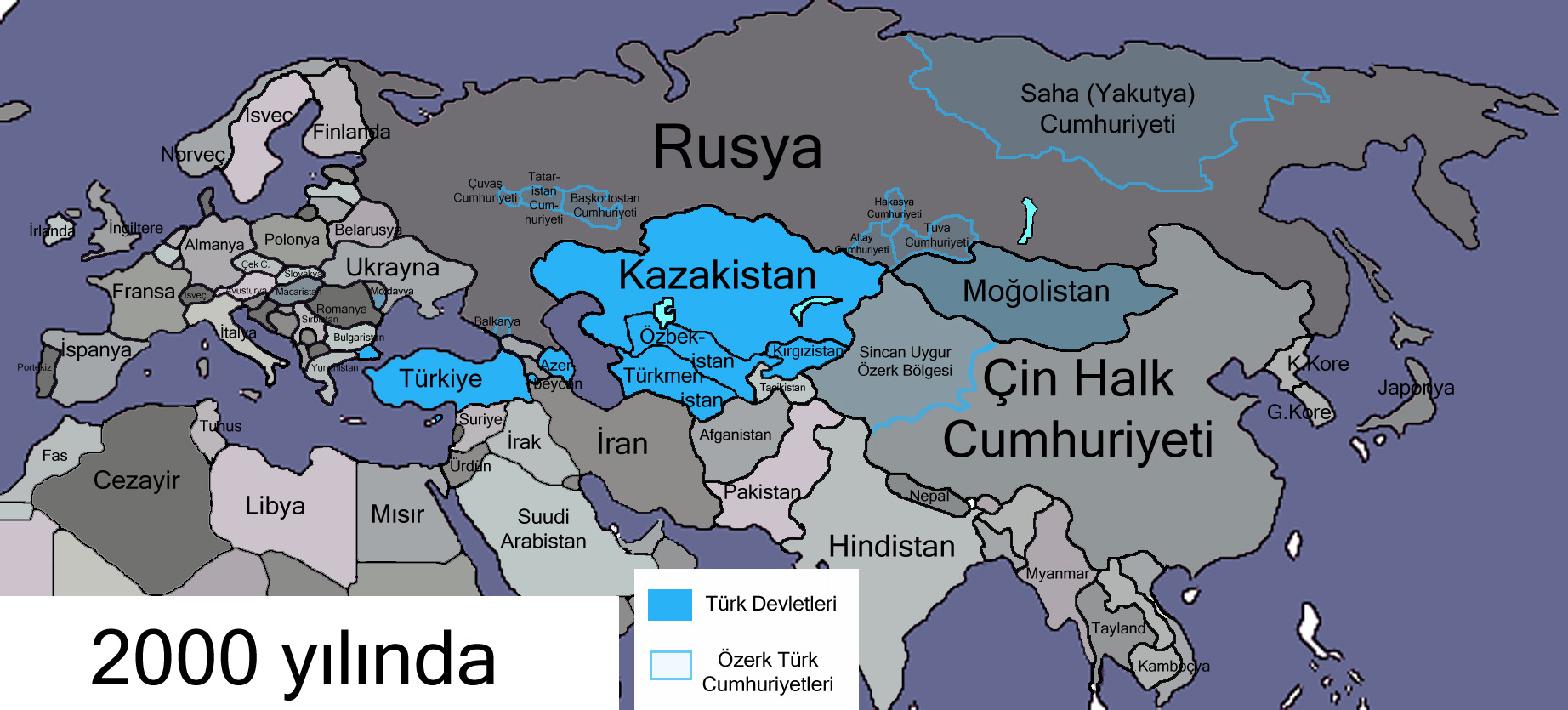
خريطة لجزء من العالم سنة 2000 م

### القرن 21
- 2005: ثورة التوليب في قيرغيزستان.
- 2005: اقتراح الزعيم الكازاخستاني نور سلطان نزارباييف لإنشاء سوق مشتركة في آسيا الوسطى في خطابه للأمة.
- 2005: مذبحة أنديجان في أوزبكستان.
- 2006: بدء تشغيل خط أنابيب باكو-تبليسي-جيهان.
- 2007: الاجتماع الأول للدول المشاطئة لتحديد وضع بحر قزوين.
- 2008: إنشاء الجمعية البرلمانية للدول الناطقة بالتركية بين تركيا وأذربيجان وكازاخستان وقيرغيزستان في 21 نوفمبر 2008.
- 2009: إنشاء منظمة الدول التركيةمنظمة الدول التركية.
- 2013: احتجاجات حديقة جيزي
- 2016: محاولة انقلاب تركية من قبل فتح الله غولن.